# Révolution américaine
Vous lisez un « article de qualité » labellisé en 2008.
La révolution américaine (19 avril 1775 – 3 septembre 1783) est une période changements politiques après 1763 dans les treize colonies britanniques d'Amérique du Nord, qui ont donné lieu à la guerre d'indépendance des États-Unis contre la Grande-Bretagne (1775-1783), avec l'aide de la France. Épisode fondateur de la nation américaine et de la naissance des États-Unis, la révolution se manifesta par des violences contre les autorités britanniques, une guerre contre les troupes anglaises et des troubles sociaux.
Afin d'amortir le coût de la guerre de Sept Ans (1756-1763), la Grande-Bretagne imposa des taxes à ses treize colonies d’Amérique du Nord sans les consulter ; les colons américains protestèrent auprès du roi George III et du Parlement du Royaume-Uni, sans succès. Puis lancèrent une révolte, que le roi et le Parlement britannique ont tenté d'étouffer en envoyant des troupes.
En avril 1776, le gouverneur espagnol de la Louisiane Luis de Unzaga y Amézaga « le conciliateur », avec l'aide de son beau-père, Gilbert-Antoine de Saint Maxent et le réseau d'agents secrets ou d'espions qu’ils créent, ont commencé à aider les colons américains qui voulaient leur indépendance avec des tonnes de poudre à canon, de farine, de médicaments, vêtements et autres à travers le fleuve Mississippi et son affluent l'Ohio.
Le 4 juillet 1776, les représentants des colonies réunis à Philadelphie adoptèrent la Déclaration d'indépendance, et, après une série de revers de l’armée continentale commandée par George Washington, la guerre contre la Grande-Bretagne tourna à l’avantage des Américains. Les insurgés (en anglais : « insurgents ») reçurent l’aide de nombreux Européens, puis du gouvernement de Louis XVI, de l’Espagne et des Provinces-Unies. En 1783, Londres reconnut l’indépendance des États-Unis. Le nouveau pays se dota d’une Constitution (1787) qui s’inspirait de la philosophie des Lumières. George Washington fut élu président en 1789 ; mais les premières années du nouveau pays furent marquées par des oppositions politiques et des tensions sociales.
La révolution américaine débouche sur la rédaction de la constitution américaine, puis la création des États-Unis d'Amérique, une république fédérale dotée de nouvelles institutions. Elle fait émerger, grâce à l'appui de la France, ses marins et ses soldats (Lafayette, Rochambeau, De Grasse) une nation américaine, indépendante de la Grande-Bretagne, avec ses symboles et ses mythes fondateurs. Elle eut un retentissement important en Europe, notamment en France. Elle provoqua d'importants changements intellectuels guidés par les idéaux des Lumières, venus de France, base de la démocratie américaine, qui forment toujours aujourd'hui les valeurs américaines. Elle donne lieu à des textes de référence (Déclaration d'indépendance, Constitution), dans lesquels sont affirmés les droits à la liberté, à l'égalité et à la recherche du bonheur.
Moment fondamental de l'histoire du pays, la révolution américaine suscita également des oppositions entre les tenants d'un État central fort et ceux qui préféraient donner plus d'autonomie aux États fédérés. Elle provoqua également des tensions entre les Pères fondateurs au sujet de la place du peuple dans la politique. Le sujet fit par la suite l'objet de nombreux débats historiographiques sur la nature des événements et leur influence en Europe. La révolution américaine marqua de façon durable la culture américaine en inspirant les écrivains, les peintres et les cinéastes.

## Contexte: les treize colonies britanniques vers 1775

Carte des treize colonies britanniques d'Amérique du Nord vers 1775.

### Cadre géographique
Les Treize colonies britanniques (originellement anglaises) se sont formées entre le début du XVIIe siècle et le premier tiers du XVIIIe siècle, sur plusieurs centaines de kilomètres le long de la côte atlantique (voir la carte). Leur géographie, leur population, leur économie et leurs institutions étaient alors marquées par les différences. Les communications entre les colonies étaient lentes et souvent difficiles : les routes existantes étaient en mauvais état et il existait peu de ponts.

### Population
Entre 1710 et 1770, la population des treize colonies a été multipliée par dix. Vers 1770, la population totale s’élevait à environ 2,2 millions d’habitants. Depuis leur fondation, les colonies ont connu une forte croissance démographique liée à l'immigration mais aussi à une importante natalité. La densité de population était relativement faible. Pour la plupart, les colons vivaient à la campagne et la population se concentrait sur le littoral où se trouvaient les principales villes, parmi lesquelles Philadelphie était la plus peuplée (environ 45 000 habitants en 1780), dépassant Boston ou New York.

### Société

Les colons américains dépendaient du commerce maritime avec la Grande-Bretagne. Gravure représentant le port de Salem dans les années 1770.

La société coloniale américaine était diverse : à côté de la majorité britannique vivaient des Allemands, des Suisses, des Hollandais, des Irlandais, des Écossais, des Scandinaves et des Français, surtout dans les colonies du Nord et du centre. Pour l'historien Fernand Braudel, ce mélange ethnique aurait favorisé la séparation avec la Grande-Bretagne. Les pratiques religieuses variaient également : si les élites étaient de confession protestante, elles étaient divisées en plusieurs courants. Les Juifs et les catholiques, qui suscitaient de la méfiance, formaient les principales minorités religieuses.
À la veille de la révolution américaine, les colons d'origine européenne appartenaient à des groupes sociaux différents. Si le régime seigneurial et féodal était quasiment absent des Treize colonies, une autre hiérarchie, fondée sur la propriété foncière et la fortune, existait. L'élite était formée des gouverneurs, des planteurs, des grands négociants et armateurs. Ensuite, on trouvait une catégorie d'artisans, de représentants du roi, de fermiers et de petits commerçants : ces classes moyennes représentaient 40 % de la population totale.
Les marins, les tenanciers et les domestiques occupaient le bas de l'échelle sociale. Les indentured servants (appelés « engagés » en Nouvelle-France) constituaient un sous-prolétariat blanc dont la condition était proche de celles des esclaves : il s'agissait de prisonniers, de femmes et d'enfants envoyés de gré ou de force afin de peupler le Nouveau Monde et de travailler dans l'agriculture.
Dès l'époque coloniale, les écarts sociaux se creusèrent. Les différents groupes de colons manifestaient des intérêts divergents qui suscitèrent des tensions, voire des révoltes dans les villes et les campagnes. Les élites éclairées étaient soucieuses de maintenir l'ordre social et de protéger leurs propriétés. Les autres colons souffraient davantage des mesures fiscales britanniques et des inégalités foncières. Les tensions sociales étaient attisées par l’action de certains prédicateurs et relayées dans les lieux de sociabilité urbaine : les tavernes et les auberges étaient des lieux d'information, de débats et de réunion. La presse joua également un rôle actif dans la fermentation révolutionnaire.
L'importance numérique des Afro-Américains était notable : entre 1750 et 1780, leur nombre est passé de 236 000 à 575 000. La plupart des Noirs se concentraient dans les colonies du Sud et étaient esclaves. Cependant, une minorité de Noirs affranchis vivaient dans les villes. Dans les limites du territoire américain de 1790, le nombre d'Amérindiens est évalué entre 100 000 et 200 000 personnes.
Hannah Arendt se basant sur les témoignages des voyageurs européens de l'époque estime que si aux États-Unis, la pauvreté existait, par contre la misère si fréquente alors en Europe n'y existait pratiquement pas. Pour elle, ce point expliquerait en partie, pourquoi la révolution américaine fut si différente de la révolution française de 1789.

### Gouvernement

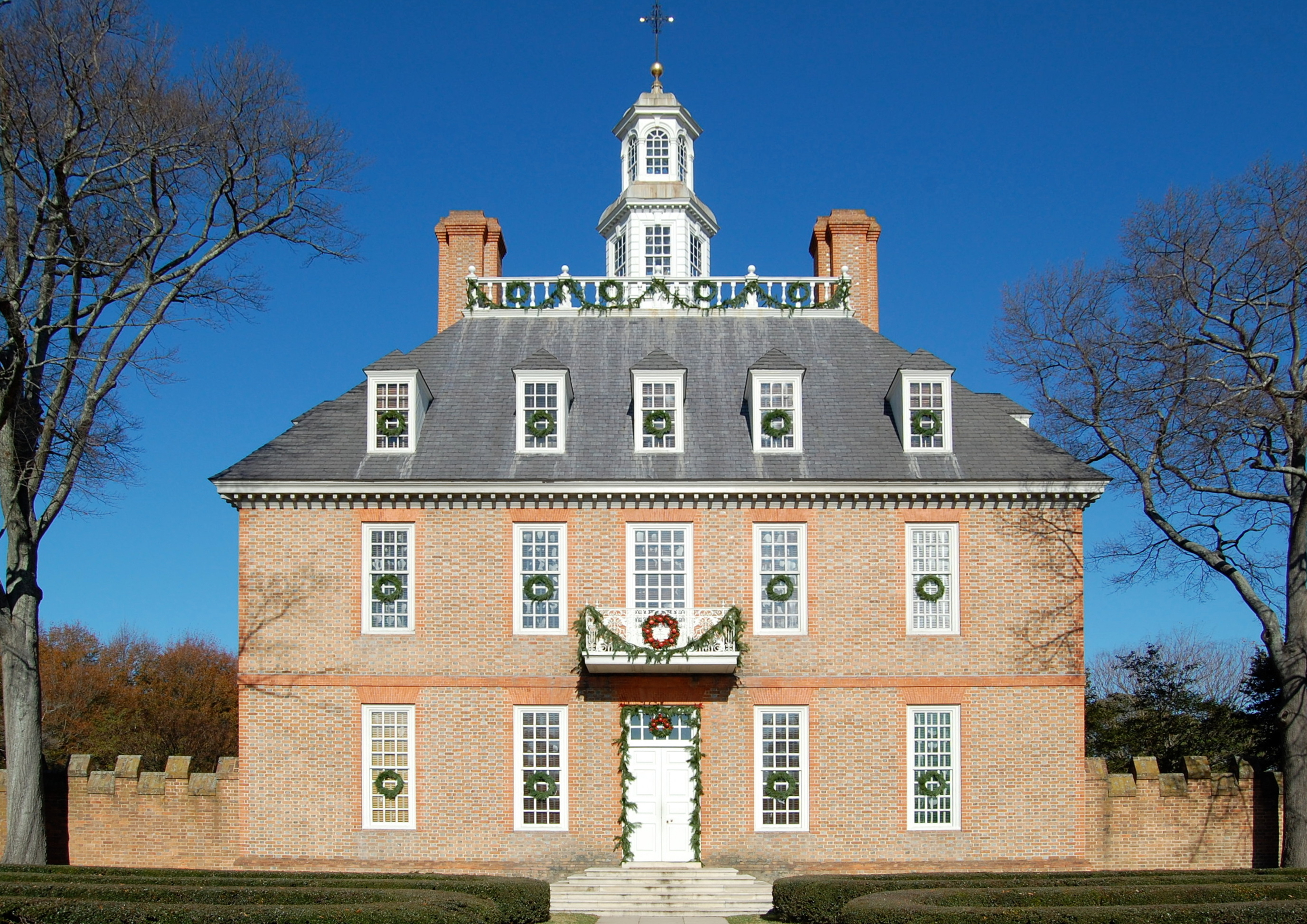
Palais du gouverneur, Williamsburg.

Chaque colonie possédait un statut politique propre qui dépendait de son histoire. On distinguait habituellement trois catégories : les colonies à chartes étaient réglementées par des chartes octroyées par le souverain à des compagnies maritimes privées ; c'est le cas de Rhode Island et du Connecticut. Les fondations des colonies de propriétaires reposent sur l'initiative d'un grand personnage, le Lord Proprietor ; elles sont au nombre de trois, la Pennsylvanie, le Maryland et le Delaware. Les citoyens y choisissaient leur gouverneur. Enfin, les huit autres sont des colonies de la couronne (ou colonies royales) bénéficiaient d'une constitution rédigée par le pouvoir royal.
Les gouverneurs exerçaient le pouvoir exécutif au nom du roi et disposaient des forces armées. Ils étaient secondés par les agents des douanes ou encore les enquêteurs des revenus royaux. Le conseil du gouverneur possédait des attributions judiciaire, administrative et législative. Équivalent d'une chambre haute, il avait un rôle consultatif. Enfin, chaque colonie avait une assemblée qui discutait et réglait les problèmes locaux, mais aussi le budget et l'équipement de la milice, avec l'accord du conseil. Elle pouvait envoyer des agents afin de présenter des pétitions et des requêtes à Londres. Les town meetings du Massachusetts permettaient aux colons d'exercer une forme de démocratie directe. L'éloignement et l'immensité du territoire colonial permettaient aux Américains de disposer d'une relative autonomie locale.
À Londres, la politique coloniale relève du Conseil privé du souverain et du Board of Trade and Plantations créé en 1694. Le Conseil privé est une instance consultative. Concrètement les personnalités qui gèrent les affaires coloniales sont le Premier lord du Trésor (Premier ministre) et Secrétaire d'État pour le Département du Sud (ancienne appellation du Foreign Office. La place du Parlement dans ce dispositif est mal définie, mais il vote les lois régissant le commerce du royaume et à ce titre est en droit de fixer les droits de douane des colonies.
Le véritable pouvoir était bien souvent entre les mains de différents groupes socioéconomiques ; les fermiers indépendants de la Nouvelle-Angleterre rurale, les marchands et artisans des principales villes côtières, les grands propriétaires terriens rivaux de l’État de New York, qui traitaient leurs métayers de manière presque féodale, les négociants liés au commerce atlantique anglais dans la ville de New York, la famille Penn (qui nommait le gouverneur) et un groupe de riches familles quakers en Pennsylvanie, et les planteurs esclavagistes de Virginie et de Caroline du Nord et du Sud, chez lesquels les Blancs pauvres n'avaient pas de droits politiques.

### Économie

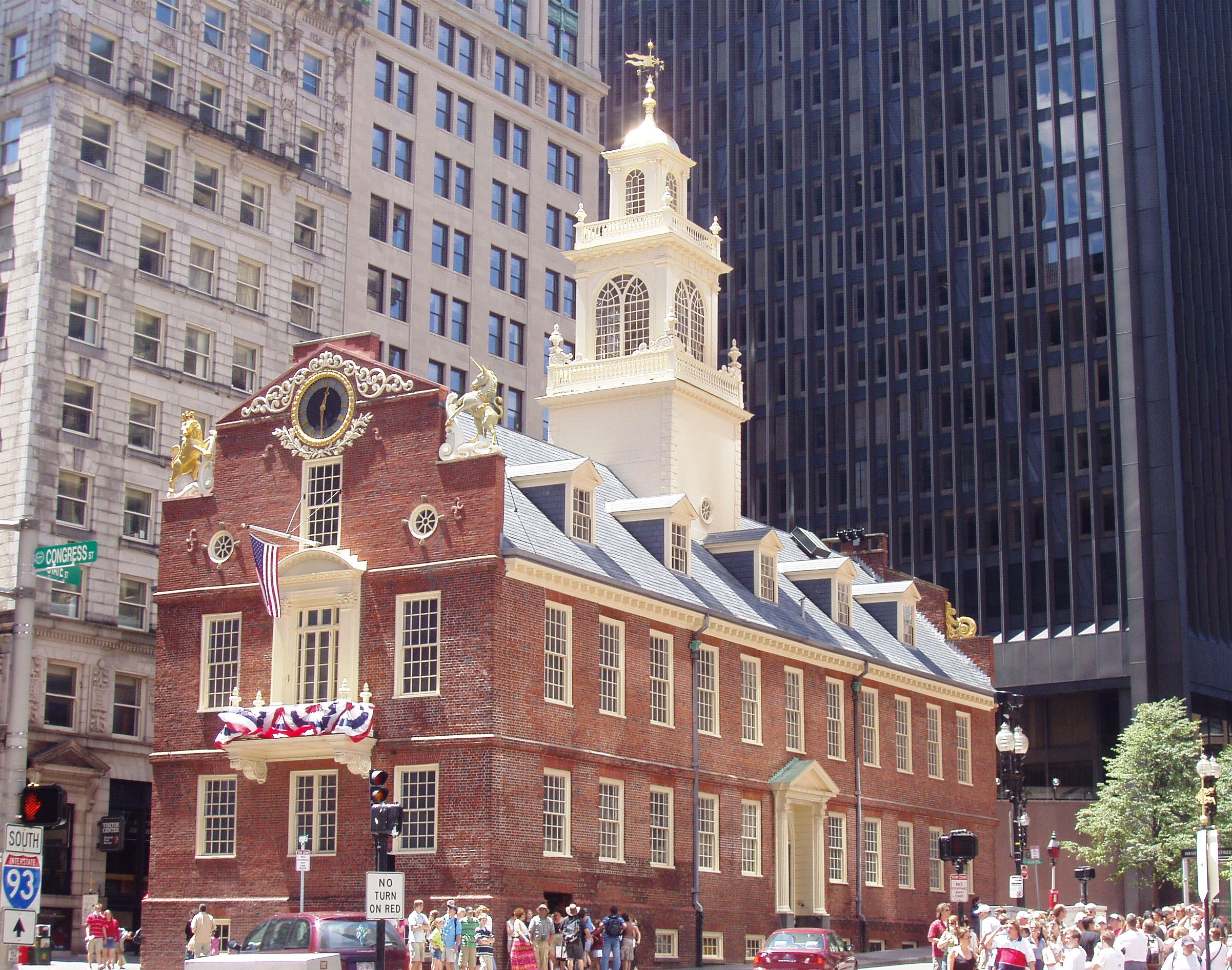
Old State House (1713) à Boston. Ce bâtiment accueillait les assemblées de la colonie du Massachusetts.

Les Treize colonies formaient un ensemble économiquement prospère,.
Au nord, la Nouvelle-Angleterre vivait de l'artisanat, du commerce maritime et de la pêche. Les marchands de Boston faisaient du commerce avec les Antilles : ils exportaient du bois, de la farine, du poisson, de l'huile de baleine et importaient du sucre, des mélasses, du tafia. Ce commerce stimula la production métallurgique et textile, de même qu'elle permit le développement des chantiers navals et des distilleries.
Dans les colonies du centre l'agriculture était diversifiée et l'élevage omniprésent. Marquées par un climat subtropical humide, les colonies du Sud vivaient essentiellement d'une agriculture commerciale dynamique (exportations de tabac, indigo et céréales essentiellement). Les planteurs utilisaient une main d'œuvre de milliers d'esclaves, qui travaillait sur de grandes exploitations. L'aristocratie blanche vivait sur ces domaines et se faisait construire de belles demeures. Toutefois, le système de plantation n'était pas encore le même que celui qui perdurera jusqu'à la guerre de Sécession, ce dernier sera importé par des propriétaires français fuyant les révoltes d'esclaves en 1798[réf. nécessaire]. Le Sud était majoritairement rural et les villes étaient rares et relativement peu peuplées (Charleston, Baltimore et Norfolk).

## Causes structurelles: les relations coloniales avec la Grande-Bretagne

### Impérialisme britannique

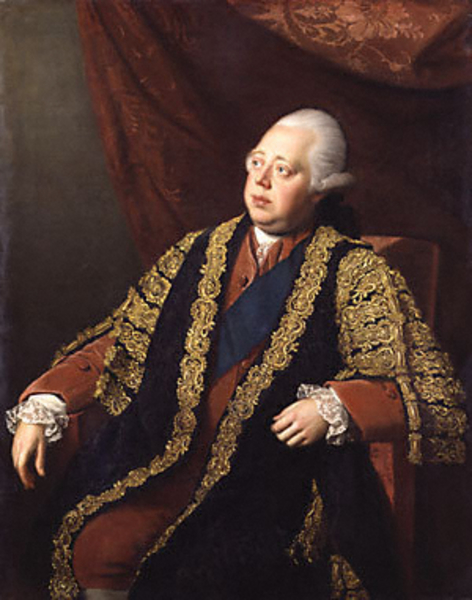
Frederick North, Premier ministre britannique tory (1770-1782).

Après la guerre de Sept Ans, les autorités britanniques commencèrent à réfléchir sur l’Empire britannique à son apogée. Entre 1770 et 1782, les tories au pouvoir rêvaient d'affermir la domination coloniale et de renforcer la centralisation. Partisans du protectionnisme, ils cherchaient à appliquer strictement le système mercantiliste, en renforçant le monopole commercial, en encourageant les compagnies maritimes et en luttant contre le commerce de contrebande. Les tories se heurtaient à l'opposition des whigs, favorables à la liberté de commerce, mais aussi à celle des négociants américains.
En Amérique, les lois locales, élaborées par les assemblées, et confirmées par le roi, étaient en principe inférieures aux lois britanniques, votées par le Parlement britannique. Pourtant, les assemblées coloniales n'hésitaient pas à empiéter sur les prérogatives des gouverneurs, en usant de leur droit de regard. Devant la montée en puissance du « régime d’assemblées », Londres chercha à renforcer son autorité après 1763. La métropole craignait alors une expansion des Treize colonies vers l'ouest (Louisiane française : 3 millions de km2), qui aurait créé un déséquilibre, et mené à l'indépendance.

### Contentieux économique
L'économie des colonies était marquée par le mercantilisme et l'exclusif : par ce système, la Grande-Bretagne entendait garder le maximum de métal précieux et protéger l'industrie et l'artisanat britanniques. Les relations commerciales étaient réglementées par les actes de Navigation : les colonies exportaient des matières premières sur des vaisseaux britanniques. Elles étaient transformées en Grande-Bretagne, pour être ensuite revendues à l'étranger. Les produits manufacturés dans les colonies ne devaient pas être exportés et certaines marchandises devaient même venir de la métropole. En retour, les colonies américaines ne devaient acheter que des produits britanniquesles obligeant à une vassalité économique forte. Les navires étrangers qui commerçaient avec les colonies devaient passer par un port britannique, afin de payer des droits de douane.
En réalité, la distance avec la métropole et la corruption des agents des douanes en Amérique entraînaient un certain laxisme dans la perception des taxes. Les navires américains traversaient même illégalement l'Atlantique Nord pour les besoins du commerce. Cette entorse au mercantilisme et cette concurrence américaine inquiétèrent rapidement les marchands britanniques. Le développement économique des Treize colonies suscita une certaine animosité entre les marchands coloniaux et les capitalistes de la métropole,.
Les colons américains, en particulier les marchands de la Nouvelle-Angleterre, dénonçaient le monopole sur le trafic de certaines marchandises comme le thé. Ils regrettaient également le manque chronique de monnaie et leur dépendance totale vis-à-vis du crédit britannique.

### Émergence d'une identité américaine

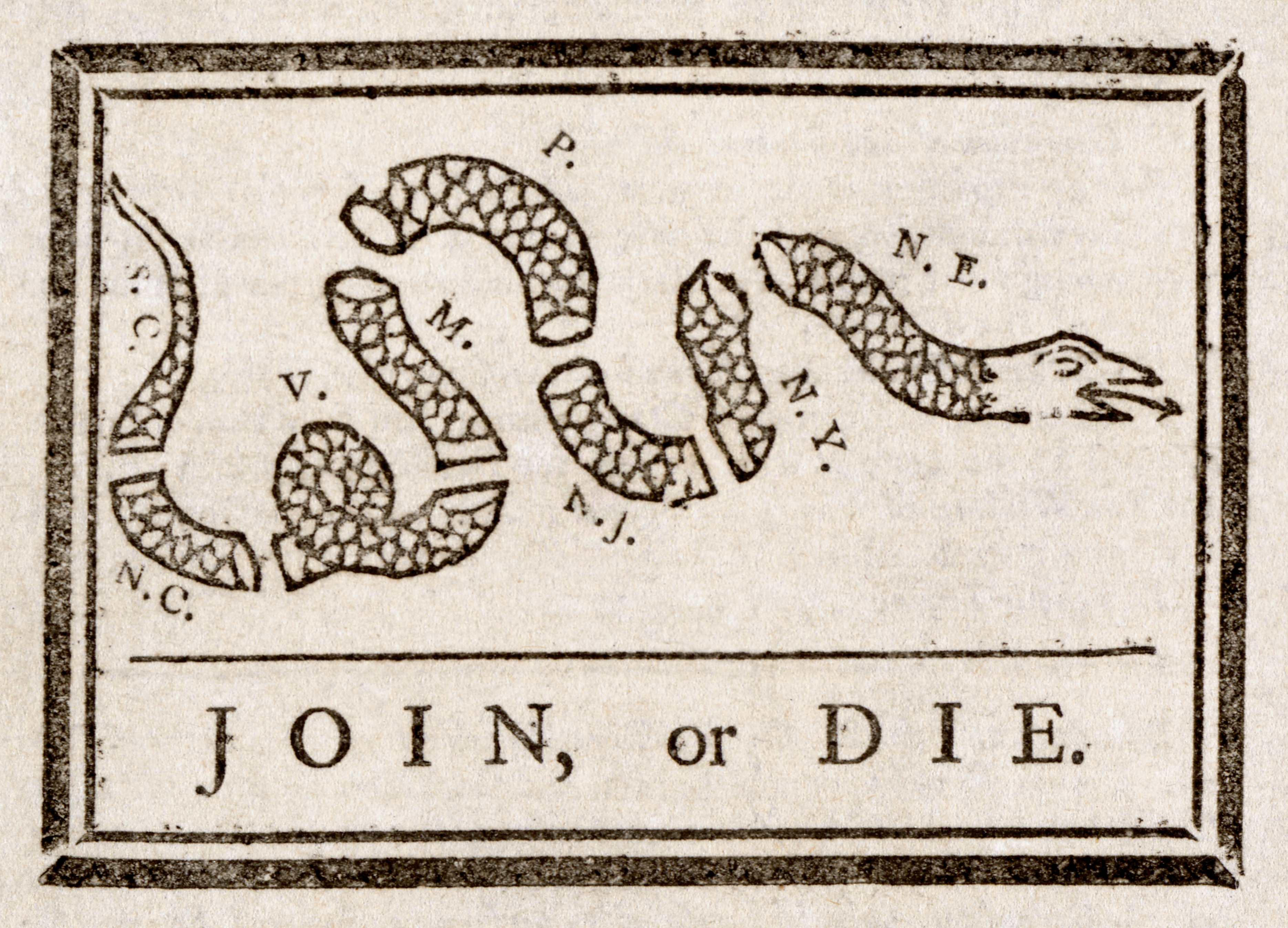
Ce dessin de presse, attribué à Benjamin Franklin, fut d'abord publié pendant la guerre de Sept Ans, puis réutilisé pour inciter les colonies américaines à s'unir contre la couronne britannique.

L'élite économique américaine se sentait souvent proche de la métropole, et elle cherchait à imiter les classes supérieures qui vivaient en Grande-Bretagne. Ces grandes familles envoyaient leurs fils en étude en Grande-Bretagne. Elles avaient intérêt à rester dans le giron de la métropole, à cause du système mercantiliste et de l'ordre qu'elle garantissait.
Les classes moyennes étaient quant à elles beaucoup moins attachées à la Grande-Bretagne. Les colons nés en Amérique se sentaient Américains, et de moins en moins britanniques. Aussi, malgré la diversité des colonies et de ses habitants, la politique impérialiste britannique fit naître un « patriotisme colonial » tourné contre la métropole, et la formation d'une identité américaine. Depuis le XVIIe siècle, les colonies s'affirmaient enfin comme un îlot de relative tolérance religieuse qui contrastait avec la situation européenne.
L'aspiration au bonheur et à la réussite économique individuelle, liée à la mobilité sociale et aux opportunités données par l'immense espace nord-américain, constituait l'un des fondements de cette identité américaine en formation.
Cependant, les dissensions entre colons et entre les colonies étaient très nombreuses. Les litiges concernant les frontières des colonies étaient fréquents. Au sein d'une même colonie, les intérêts divergeaient. Au Massachusetts, les habitants de Boston s'opposent aux agriculteurs de l'Ouest de la colonie. Les colons étaient procéduriers et ne cessaient de s'intenter des procès. Ce désordre n'empêcha pas la cause de l'indépendance de gagner du terrain car les colons pensaient que le déclin de la vertu était dû à l'oppression britannique. John Dickinson estimait que l'intérêt privé avait plongé les Anglais dans une domestication et un abaissement de l'esprit.

### Influence des Lumières

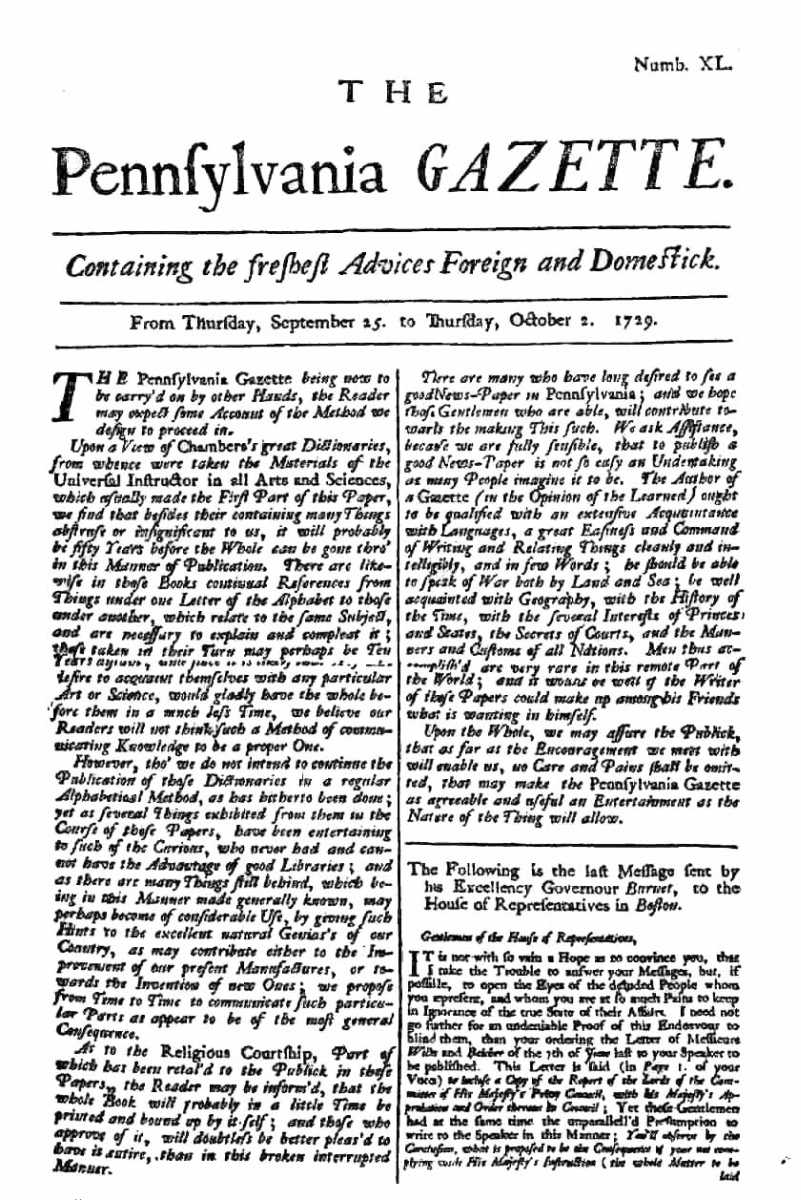
La Pennsylvania Gazette.

À la fin du XVIIIe siècle, Philadelphie était le « véritable centre des Lumières révolutionnaires », notamment sous l’impulsion du savant Benjamin Franklin (1706-1790). La cité était, avec Boston, le principal centre d’édition des Treize colonies et la Pennsylvania Gazette (1723) joua un grand rôle pendant la révolution américaine. La Société philosophique américaine était un cercle de discussions fondé par Benjamin Franklin.
Les élites et les Pères de la révolution américaine lisaient les philosophes européens tels que John Locke, Charles de Montesquieu, Hugo Grotius, Cesare Beccaria, Henry Home ou Thomas Hobbes.
Les théories du philosophe britannique John Locke influencèrent le plus les acteurs de la révolution américaine : l'idée du contrat social impliquait le droit naturel du peuple de déposer ses dirigeants. En revanche, les historiens trouvèrent peu de traces de la pensée rousseauiste en Amérique. Les Pères de la révolution américaine ont puisé dans l'analyse de la constitution britannique par Montesquieu, mais aussi dans les textes britanniques (Habeas Corpus, Déclaration des droits) pour rédiger les constitutions des États et du pays.
Le républicanisme était l'un des principes idéologiques dominant dans les colonies à la veille de la révolution. Les colons critiquaient le luxe ostentatoire de la cour et proposaient une vertu républicaine. L'idée que les hommes avaient le devoir civique de lutter pour leur pays se développa.

## Montée des oppositions
Les années 1763-1774 voient la montée des oppositions coloniales face aux prétentions britanniques, marquées par une série de lois de nature fiscale, rapidement abrogées par le pouvoir central. Les résistances américaines au mercantilisme et à la politique fiscale de Londres dégénèrent parfois en émeutes et révoltes épisodiques encore peu menaçantes.

### Conséquences de la guerre de Sept Ans

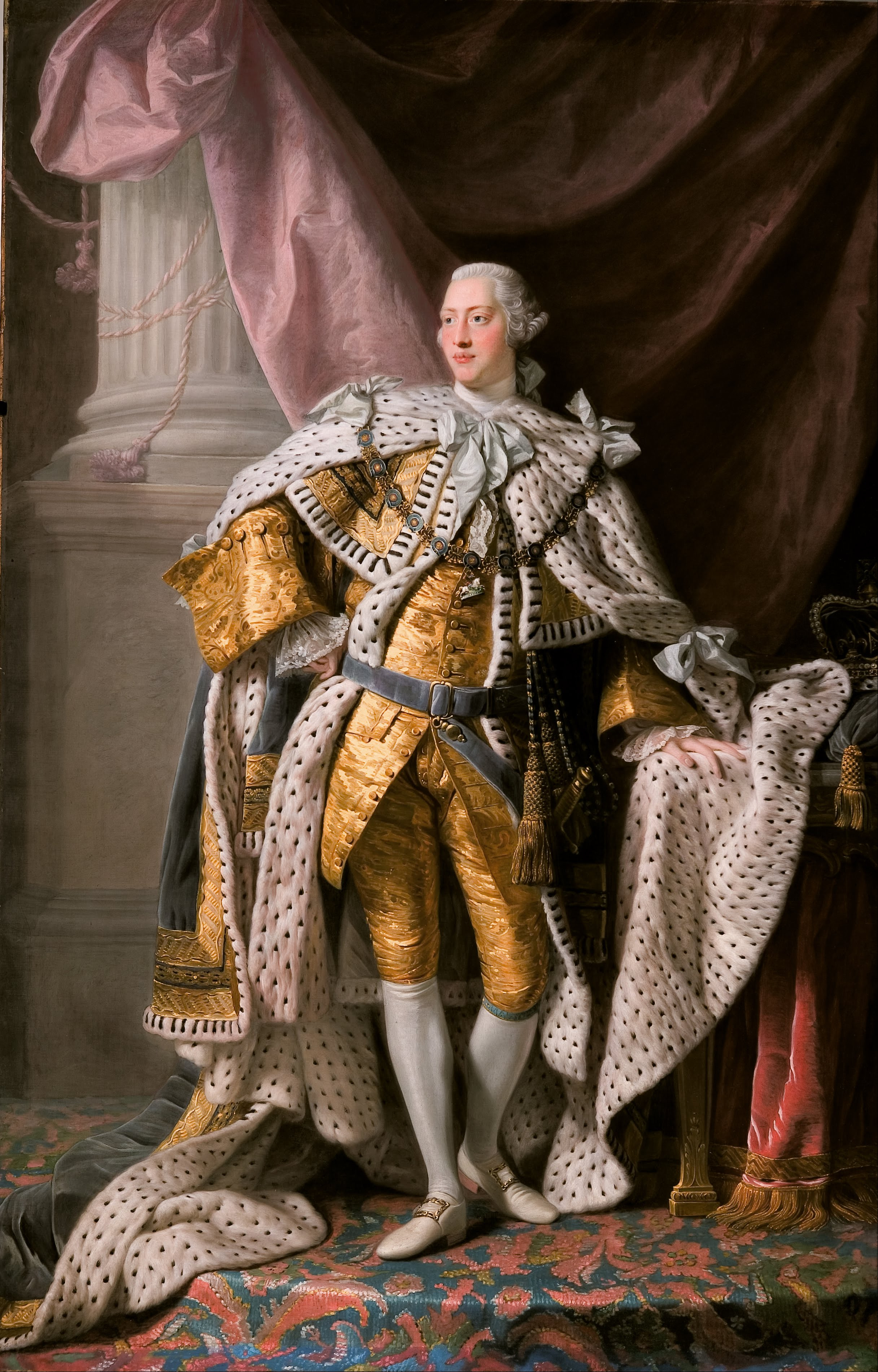
Le roi George III de Grande-Bretagne.

La guerre de Sept Ans (1756-1763) opposa les puissances européennes et vida les caisses de la Couronne britannique. À l'issue du conflit, la dette britannique liée à la guerre s'élevait à 317 000 000 £. Lord Jeffery Amherst, Commandant en chef des forces royales en Amérique du Nord, estimait à 10 000 le nombre de soldats nécessaire au maintien de la paix dans les territoires nouvellement acquis. Le gouvernement décida donc de garder dans les colonies une armée de plusieurs milliers d'hommes, le coût de maintien avoisinait les 300 000 £ annuels. Alors que les Treize colonies étaient prospères, la Grande-Bretagne subissait une crise économique. Londres décida qu'une partie des frais de guerre et du maintien des troupes serait supportée par les colons américains.
La proclamation royale de 1763 avait trois principaux objectifs : organiser l’empire colonial britannique en Amérique du Nord et pacifier les relations avec les Amérindiens surtout après la révolte de Pontiac afin d'éviter la spéculation foncière. La Proclamation visait à apaiser les craintes indiennes d’une arrivée massive de paysans blancs sur leurs territoires. « La Frontière » attirait les migrants en quête de terres comme les Écossais suivis par les Allemands. L'épuisement des sols à l'est des Appalaches et la pression démographique accentuèrent la faim de terre des colons.
La Proclamation de George III interdisait aux habitants des Treize colonies de s’installer et d’acheter des terres à l’ouest des Appalaches. La Couronne se réservait une partie du bois américain ainsi que le monopole dans l’acquisition des terres indiennes ; elle garantissait la protection des peuples indiens,. Londres avait prévu la construction de forts britanniques le long de la limite de colonisation ; ce dispositif devait permettre le respect de la Proclamation mais aussi favoriser le commerce des fourrures avec les Indiens. Le gouvernement britannique estimait que ces avant-postes assuraient la défense des Treize colonies et que leur financement revenait donc aux colons.
La Proclamation royale de 1763 souleva le mécontentement des colons américains qui s’étaient déjà implantés dans ces territoires indiens. Ils devaient rendre la terre et revenir dans les Treize colonies. Certains étaient persuadés que le roi cherchait à les cantonner sur la bande littorale afin de mieux les contrôler. Les colons refusaient de financer la construction et l’entretien des avant-postes royaux sur la ligne définie par la Proclamation. L'éviction des Français du Canada en 1763 assurait la sécurité des Treize colonies qui estimaient ne plus avoir besoin de la protection militaire britannique. Les Américains supportaient difficilement les armées permanentes britanniques dans les colonies, alors que la paix était revenue ; la présence des troupes était perçue comme un instrument de la tyrannie britannique.

### Les lois

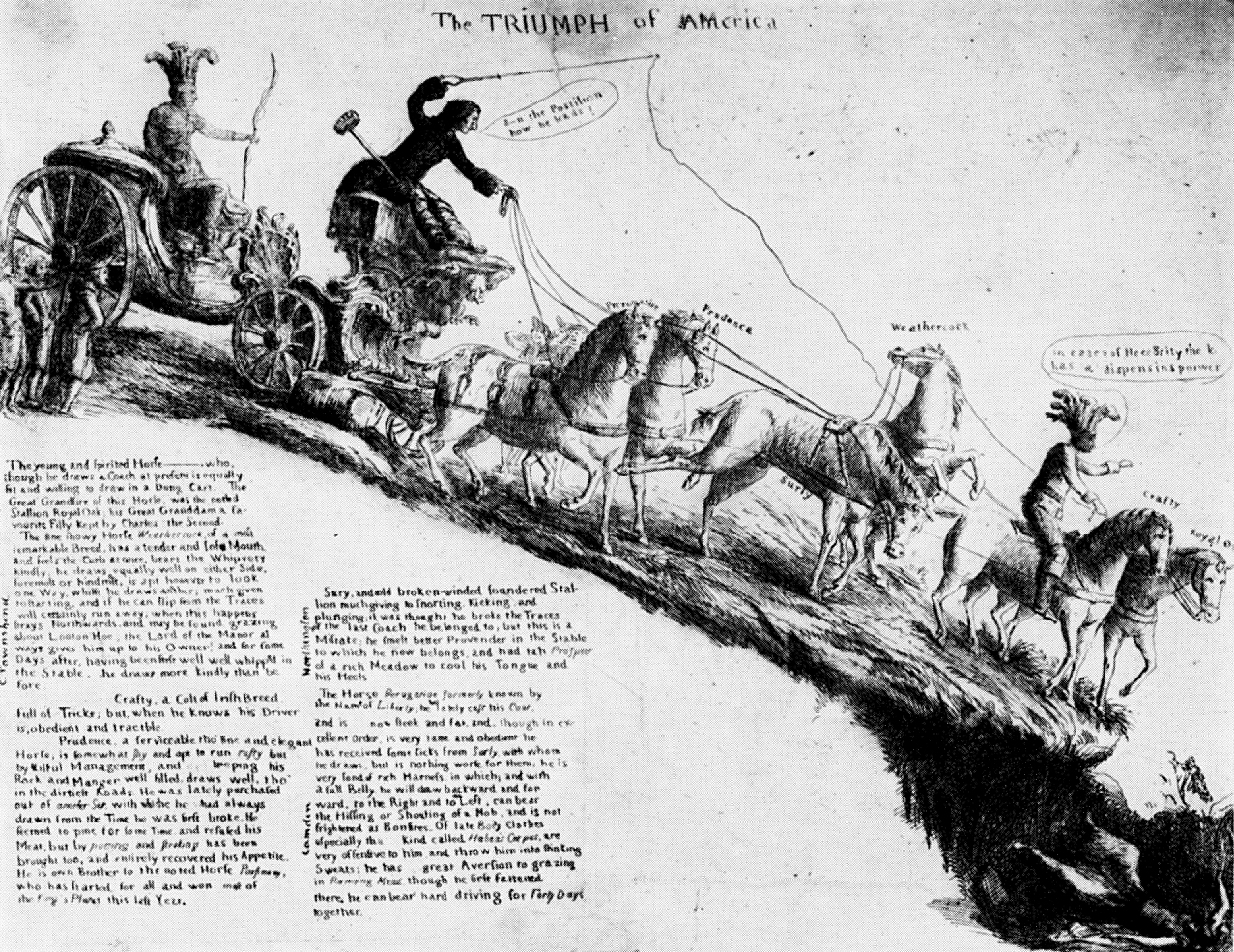
Caricature britannique sur l'abrogation du Stamp Act.

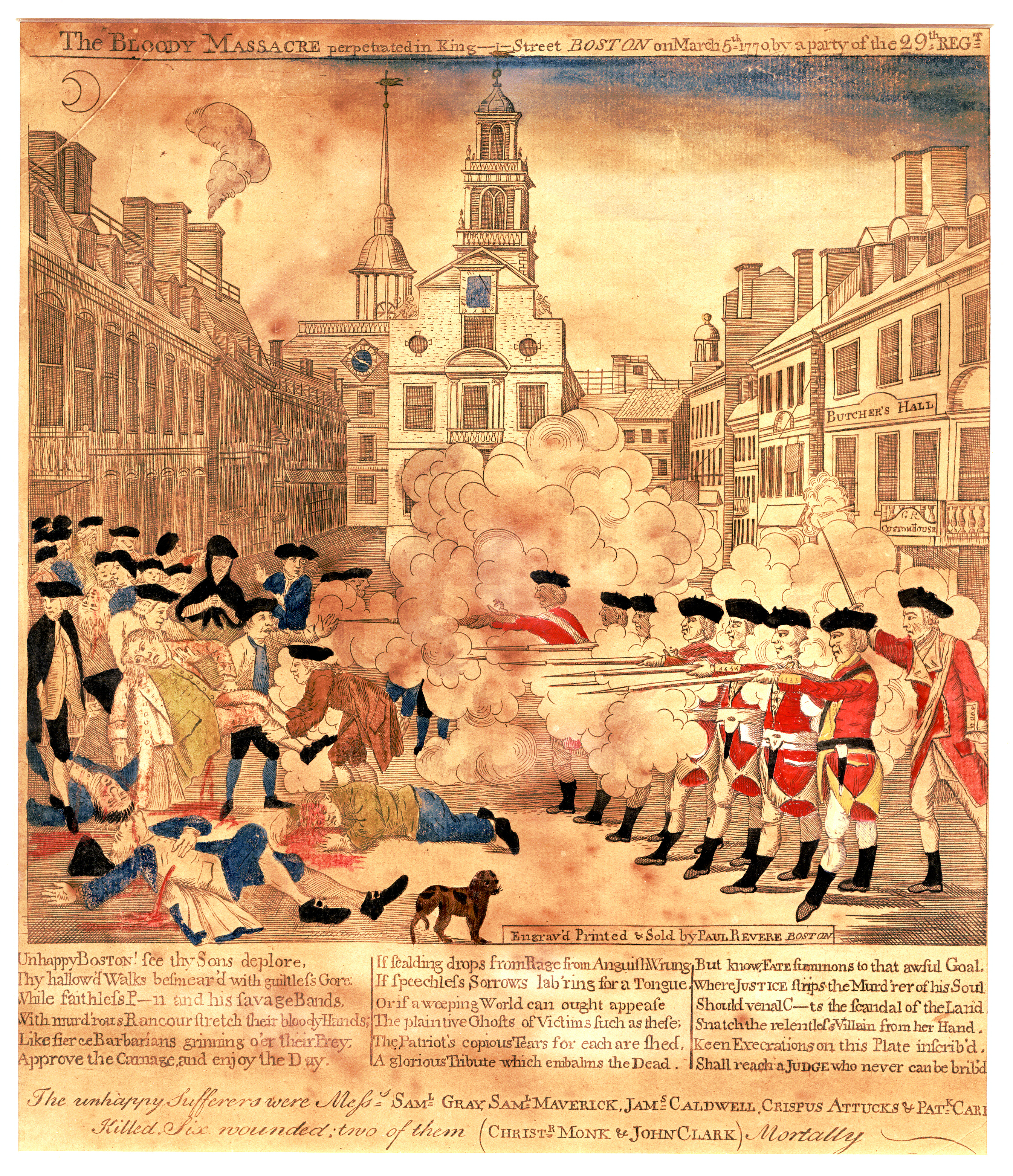
Paul Walker (1735-1818), une représentation du massacre de Boston.

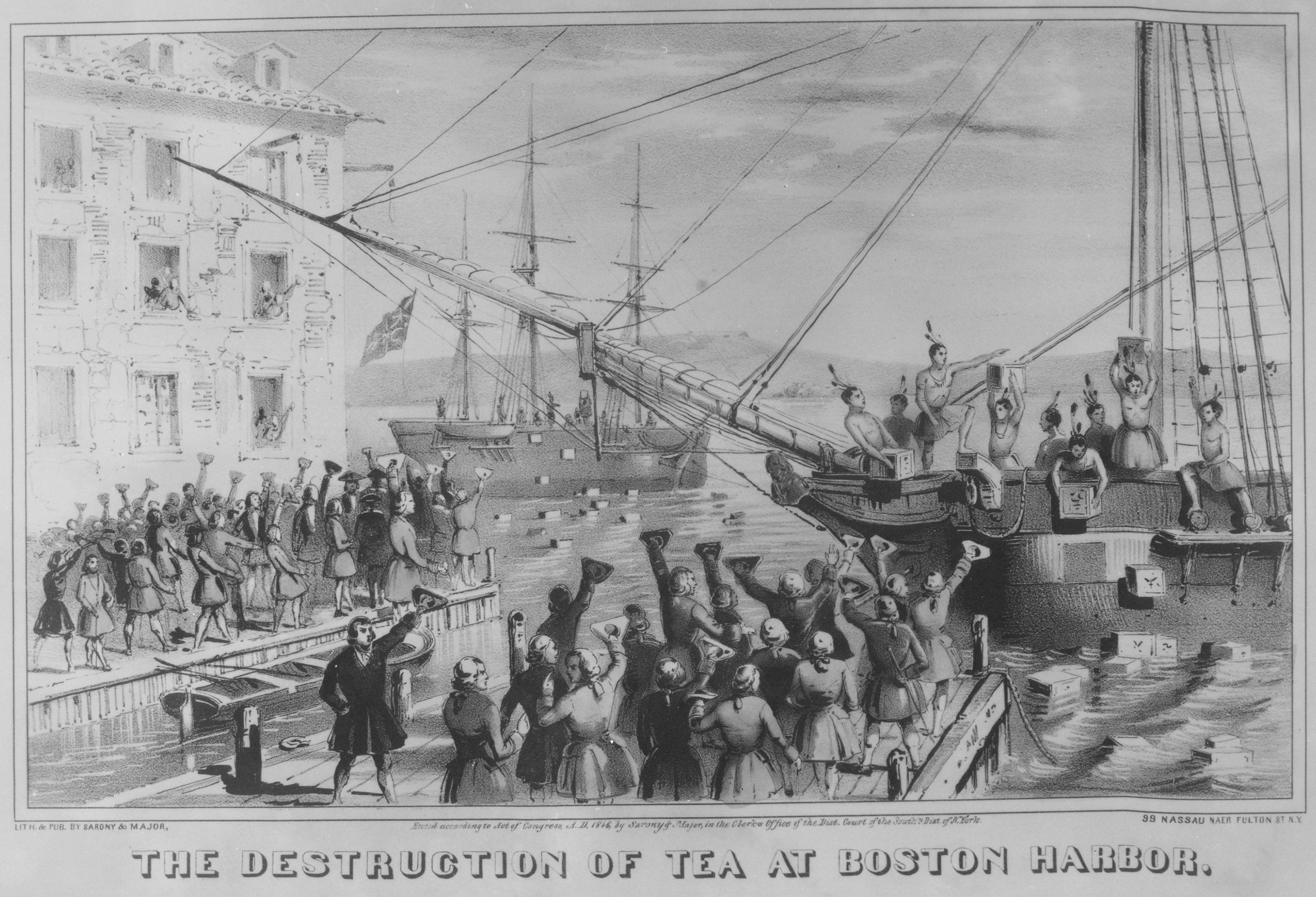
Une représentation de la Boston Tea Party (1773).

Le 5 avril 1764, le Parlement britannique vota le Sugar Act : cette loi maintenait la levée de taxes sur le sucre et les mélasses importées, tout en les étendant à d'autres produits (de bois et de fer). Elle provoqua une crise dans la production de rhum et souleva le mécontentement des marchands américains.
Quelques jours plus tard, le Currency Act interdisait l'émission de billets de banque dans les Treize colonies et permettait à la métropole de contrôler leur système monétaire. Les assemblées coloniales protestèrent vivement contre cette mesure destinée à renforcer la primauté de la livre sterling.
Le Stamp Act (1765), instituait un timbre fiscal obligatoire pour tous les documents officiels, les journaux et d'autres articles. Cette loi affectait tous les colons et non plus seulement les marchands et ne fut guère appliquée en raison des résistances et des pressions américaines.
La Chambre des Bourgeois de Virginie adopta les résolutions de Patrick Henry sur le Stamp Act (Stamp Act Resolves). Elles déclaraient que les Américains possédaient les mêmes droits que les sujets britanniques, en particulier celui de ne pas être taxé sans le consentement de leurs représentants. Ceux qui soutenaient la prétention britannique de taxer les Virginiens seraient considérés comme ennemis de la colonie. Le gouverneur Fauquier préféra dissoudre la Chambre des Bourgeois en réaction à ces propositions radicales. Le 24 mars 1765, le Parlement édicta un premier Quartering Act qui exigeait des assemblées coloniales de pourvoir aux besoins des troupes armées britanniques. La décision provoqua une série d'émeutes dans les villes américaines comme Boston ou Newport (Rhode Island). La résistance fut la plus forte à New York : l’assemblée refusa de financer les troupes et fut suspendue en représailles en décembre 1766.
Vingt-sept délégués de neuf colonies se réunirent à New York du 7 au 25 octobre 1765 pour établir une position commune : le Stamp Act Congress adopta une Déclaration des Droits et des Griefs et envoya des lettres ainsi que des pétitions à Londres. Ces documents revendiquaient le pouvoir des assemblées coloniales en matière de taxation, mais aussi le droit des colons à être représentés au Parlement de Londres. Sous l'effet du boycott et des manifestations, le Stamp Act fut finalement abrogé le 18 mars 1766, sans régler la question de la représentation politique des Américains. Il fut remplacé par le Declaratory Act qui marquait un renforcement de l'autorité centrale au détriment des assemblées coloniales.
La crise entre les colonies et le Parlement se prolongea en 1767 avec les Townshend Acts, qui créaient une taxe sur les matières premières importées dans les Treize colonies. Elles visaient à financer l'administration coloniale et à réduire le déficit budgétaire. Elles prévoyaient en outre un renforcement des contrôles douaniers. En juin 1768, le gouverneur du Massachusetts prononça la dissolution de l'assemblée : les autres colonies affirmèrent leur solidarité avec les représentants. Le 22 septembre, une centaine de délégués du Massachusetts se rassemblèrent en convention. Londres envoya des troupes supplémentaires pour maintenir le calme à Boston. En mai 1769, devant la Chambre des Bourgeois de Virginie, George Washington lut la proposition de George Mason de boycotter les produits britanniques jusqu'à l'abrogation des Townshend Acts. Le gouverneur de Virginie interdit alors l'assemblée.
Le 5 mars 1770, au cours d'une violente manifestation dans le centre de Boston, les soldats britanniques tirèrent sur la foule. Cinq personnes trouvèrent la mort dans le « massacre de Boston ». Les journaux de la ville firent de l'événement le symbole de l'oppression britannique. La Grande-Bretagne abrogea les Townshend Acts en mars 1770, même si la taxe sur le thé fut maintenue.
Le Tea Act fut voté en mai 1773 afin de permettre à la Compagnie anglaise des Indes orientales de vendre son thé aux Treize colonies sans acquitter de taxes. Cette loi avait pour but de rétablir les finances de la compagnie en renforçant son monopole, mais elle ruina les marchands indépendants.
Le 16 décembre 1773, au cours de la « Boston Tea Party », des colons déguisés en Amérindiens jetèrent plus de 300 caisses de thé par-dessus les quais. En représailles, la Grande-Bretagne prit une série de mesures radicales destinées à rétablir l'ordre : le conseil du Massachusetts sera désormais choisi par le roi et les officiers seront nommés par le gouverneur. Le port de Boston fut fermé, les maisons inoccupées furent réquisitionnées pour héberger les soldats britanniques et la procédure judiciaire fut réformée. Ces nouvelles lois, appelées Intolerable Acts par les Américains et Coercive Acts ou Punitive Acts par les Britanniques, marquent une étape décisive dans le déclenchement de la révolution américaine.

### Opposition américaine
Tout au long des années 1760-1770, les colons américains organisèrent la résistance et la protestation à la politique britannique. Ils menèrent des actions violentes et mirent en place des réseaux de solidarité, malgré la diversité et l'étendue des colonies. Les principaux foyers d'agitation furent Boston, New York, Philadelphie et la Virginie.

#### Des actions de plus en plus radicales

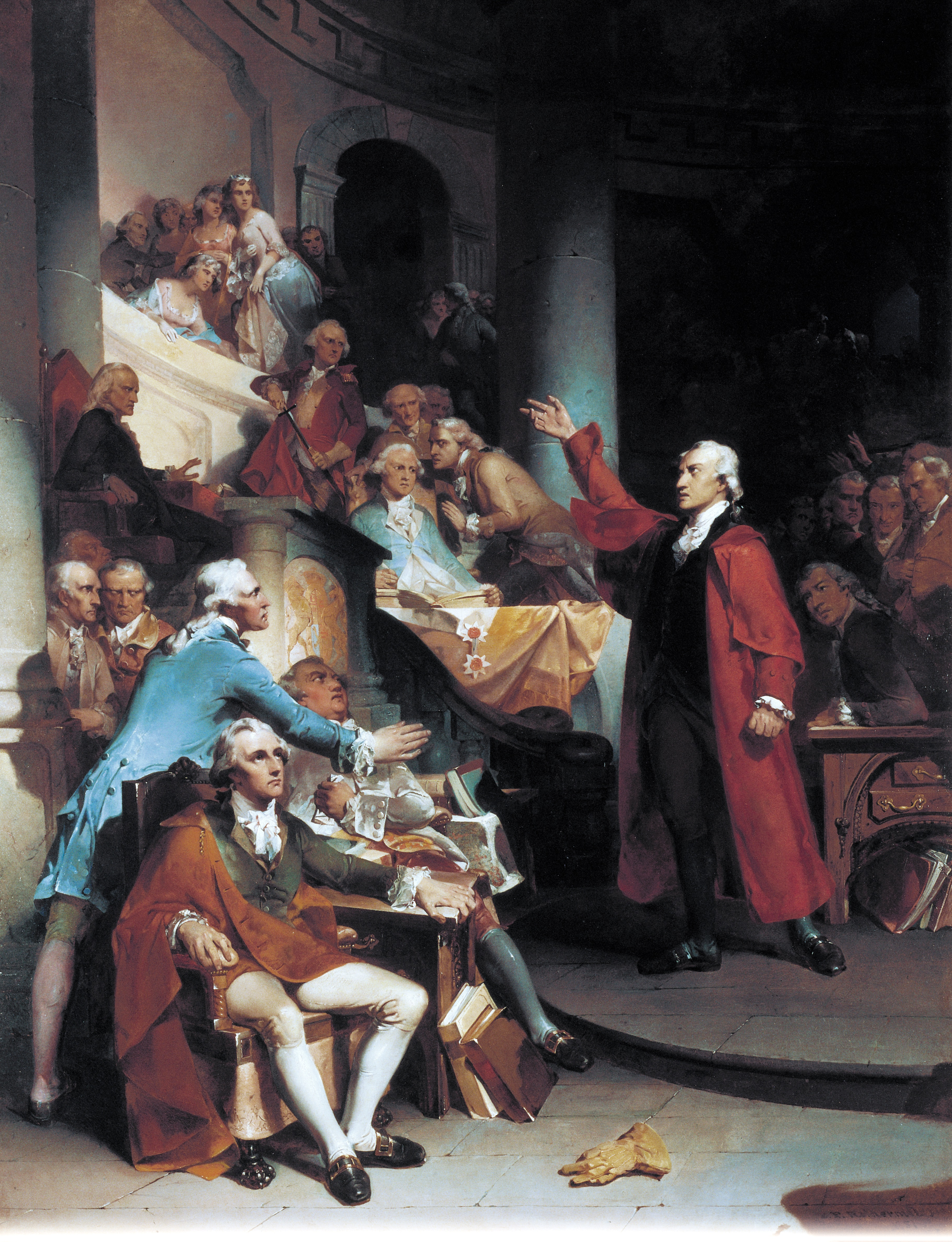
Discours de Patrick Henry contre le Stamp Act en 1765 devant la Chambre des Bourgeois de Virginie.

Les actions entreprises contre le pouvoir britannique prirent des formes de plus en plus radicales et organisées. Le recours au boycott et aux pétitions dès 1764 à Boston, fut l'une des solutions les plus efficaces contre le pouvoir britannique. De nombreux journalistes et juristes mirent leur plume au service de la cause américaine : l'avocat James (1725-1783), à qui l'on attribue généralement la célèbre formule « Taxation without Representation is Tyranny », rédigea plusieurs pamphlets contre la politique coloniale de Londres. En 1764, il publia Défense et démonstration des droits des colonies britanniques dans lequel il défendait les droits imprescriptibles et universels des colons en invoquant le philosophe britannique John Locke. En 1767, un autre avocat, John Dickinson, publia les Lettres d'un fermier de Pennsylvanie aux habitants des colonies britanniques dans lesquelles il présentait les raisons du mécontentement américain et qui eurent un grand retentissement. En 1770, Paul Revere réalisa des gravures de propagande du massacre de Boston (« massacre sanglant de King Street »). En 1770, à New York, Alexander McDougall publia un libelle antibritannique et fut emprisonné. La période fut également marquée par des débats passionnés dans les assemblées coloniales : en mai 1765, Patrick Henry prononça un discours véhément devant la Chambre des Bourgeois de Virginie qui réclamait la mort du roi de Grande-Bretagne.
Au cours des années 1764-1774, les manifestations se succédèrent pour réclamer l'abrogation des actes. Les violences, au départ sporadiques et limitées, se multiplièrent contre les représentants de l'autorité britannique. Les émeutes urbaines s'en prenaient le plus souvent aux gouverneurs, mais aussi aux agents de douanes et des impôts, dont certains préférèrent démissionner. La foule pouvait utiliser le supplice du goudron et des plumes. En 1765, les émeutiers pendirent et brûlèrent une effigie d’Andrew Oliver, un agent du timbre de Boston. Son bureau fut incendié et sa maison pillée, tout comme celle du gouverneur Thomas Hutchinson. La violence toucha les loyalistes : en 1768-1770, les opposants collaient des affiches injurieuses comportant l'accusation d'« importateur » sur les magasins de ceux qui refusaient de boycotter les produits britanniques. En 1772, une goélette britannique chargée de contrôler les navires marchands est incendiée par des patriotes au large du Rhode Island : c'est l'affaire du Gaspée. En janvier 1774, John Malcolm, un officier des douanes de Boston, est forcé d'avaler du thé bouillant, fouetté, passé au goudron et aux plumes.

#### Des colons de mieux en mieux organisés

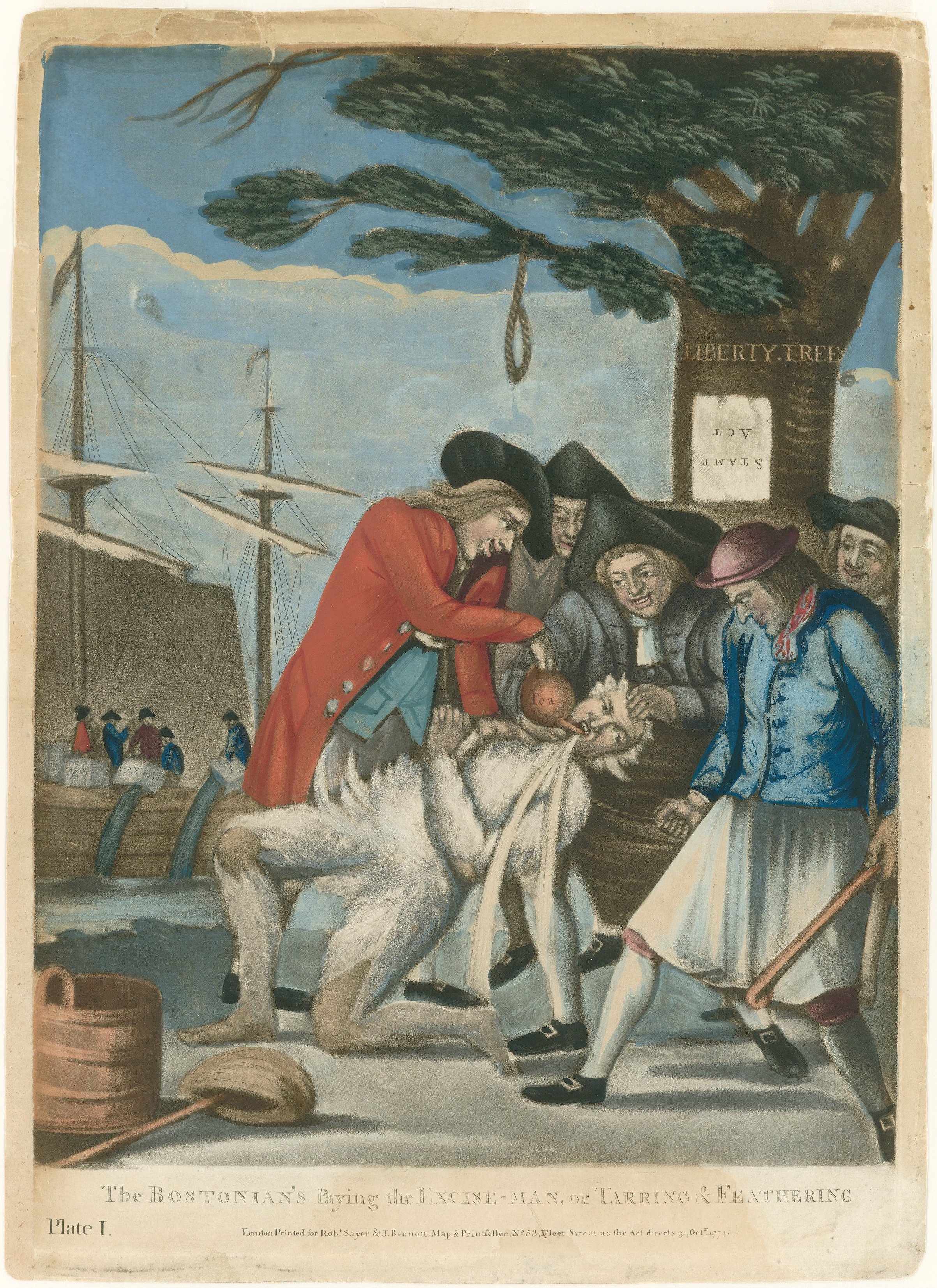
Les Fils de la Liberté, caricature britannique (1774).

Les Fils de la Liberté, une organisation secrète d'opposants américains formée en 1765, mena différentes actions allant de la rédaction de pamphlets à l'édification de poteaux de la Liberté. Le profil sociologique des Fils de la Liberté n'était pas uniforme : on trouvait aussi bien des avocats que des ouvriers. Les représentants les plus importants de ce mouvement étaient Paul Revere, Thomas Young, Joseph Warren, Patrick Henry, John Hancock, James Otis, John Adams et son cousin, Samuel Adams, qui fut le meneur de la rébellion en Nouvelle-Angleterre.
Progressivement, les acteurs de la contestation politique cherchèrent à coordonner leurs actions. À la fin de l’année 1772, après l’affaire du Gaspée, Samuel Adams réfléchit à la mise en place des comités de liaison (Committees of Correspondence). Ils permettraient d'établir un réseau entre les associations des patriotes américains et de relayer les appels au boycott des marchandises britanniques. Au début de l’année suivante, la Virginie se dota du premier comité, auquel participèrent Patrick Henry et Thomas Jefferson. Des comités de sécurité (Committee of Safety) furent créés par la suite afin d’assurer l’exécution des résolutions prises par les comités de liaison et par le Congrès continental.
À Boston, les militants démolirent un bâtiment qu'on pensait être un bureau de vente de timbres et attaquèrent la maison d'un distributeur de ces timbres. À New York, ils détruisirent les habitations de ceux qu'ils considéraient comme des traitres, et affrontèrent les soldats britanniques stationnés dans la ville. La colère contre la couronne britannique se mêlait à un ressentiment envers l’élite qui faisait étalage de ses richesses dans une période de privation générale. La population s'en prit ainsi à un théâtre fréquenté par l'élite.

#### Le Premier Congrès continental (septembre-octobre 1774)

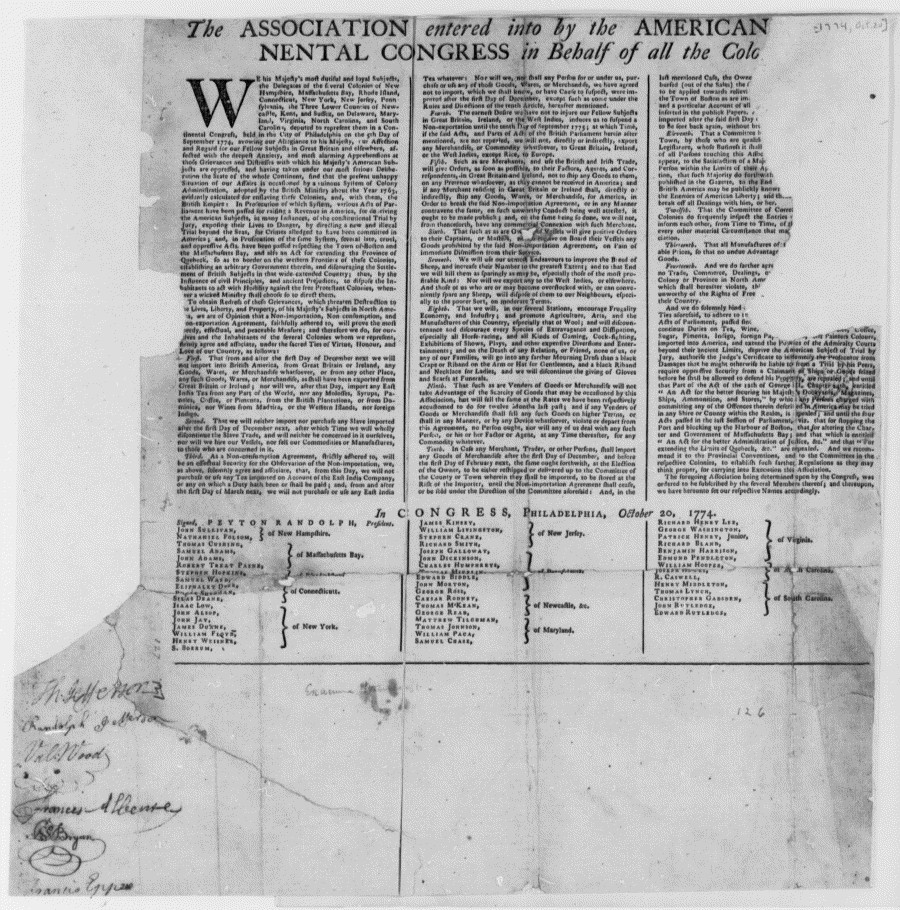
Articles de l'Association continentale.

Au début de l'automne 1774, les Treize colonies envoyèrent des députés pour former des assemblées inter-coloniales : d'abord le Stamp Act Congress, puis les Congrès provinciaux (Provincial Congress). En 1774, à la suite des Intolerable Acts, les Bostoniens lancèrent un appel à la solidarité des autres colonies. Au mois de juin, les assemblées du Massachusetts et de Virginie furent dissoutes par les gouverneurs. Joseph Galloway de Pennsylvanie proposa la création d'une chambre bicamérale composée du Parlement de Londres et d'une assemblée nationale américaine. Les décisions budgétaires ne pourraient être entérinées qu'avec l'aval de cette dernière. Cinq États votèrent en faveur de cette proposition, six contre et l'idée de compromis était abandonnée.
L'ultime étape, qui marqua le passage de la contestation à la révolution, fut celle du Premier Congrès continental, acte éminemment illégal du point de vue de la métropole : il créa une assemblée politique indépendante, dont le premier but était de coordonner l’action des colonies contre la métropole, avant de se transformer en véritable instrument de gouvernement. Dès le mois de septembre 1774, les Américains utilisèrent le mot « États » pour désigner les Treize colonies d'Amérique.
En octobre 1774, le Congrès continental de Philadelphie exigea la reconnaissance des libertés américaines : il mit en place une Association continentale chargée d'organiser les comités de surveillance ainsi que le boycott des produits britanniques jusqu'à l'abrogation des Intolerable Acts. Le Congrès rédigea une Adresse au peuple de Grande-Bretagne et envoya une pétition au roi. L'assemblée appela les Canadiens à rejoindre les insurgents dans la rébellion, en vain : le Canada resta fidèle à Londres et accueillit même les loyalistes américains dans ce qui deviendra par la suite le Haut-Canada. Alexander Hamilton appela les Antilles britanniques à se révolter. Enfin, les délégués du Congrès continental décidèrent la tenue d'un Second Congrès continental pour le 10 mai 1775.

## Campagne de Boston
Il est souvent dit[réf. nécessaire] que la guerre d'indépendance avec les Anglais commence le 19 avril 1775 au siège de Boston (batailles de Lexington et Concord), mais le premier événement provocant la réaction populaire à l'invasion anglaise a commencé le 1er septembre 1774 dans un événement surnommé Powder Alarm (voir aussi Campagne de Boston) intégrant cette guerre pour la liberté du peuple américain.

## La guerre d'indépendance (1775-1783)
Au début de l'année 1775, les Américains pillèrent les armureries et organisèrent des milices ; cependant, les forces américaines étaient très inférieures à l'armée britannique, en effectif et en qualité. Les actions violentes se multiplièrent contre les intérêts britanniques ; dans un discours prononcé à l'église St. John de Richmond en Virginie, Patrick Henry exigeait « la liberté ou la mort ».

### Premiers affrontements dans le Nord (1775)

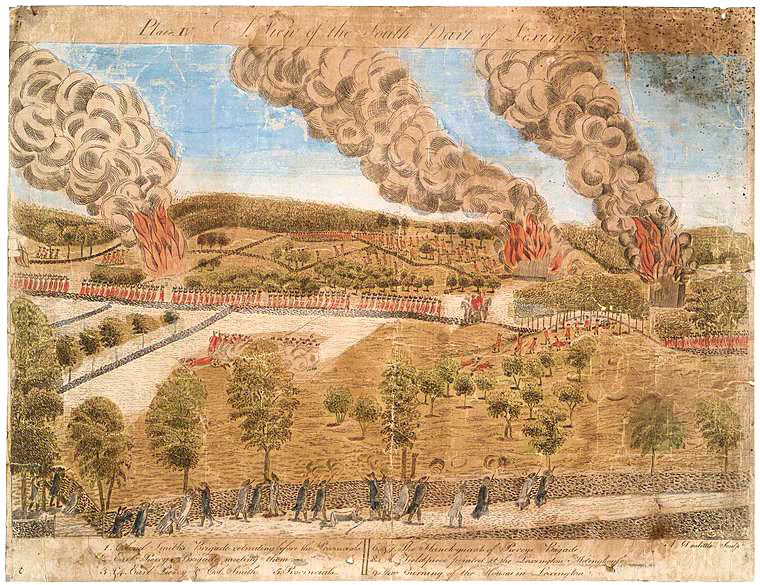
Bataille de Lexington. Gravure de 1775.

La première bataille opposant les soldats britanniques aux Américains fut celle de Lexington et Concord à quelques kilomètres à l’ouest de Boston (19 avril 1775) : cette première escarmouche, dont l’issue fut favorable aux insurgents grâce à l'intervention des minutemen, fit 73 morts britanniques et 49 morts américains et marqua le début de la guérilla. Le 10 mai 1775, le jour de la prise du Fort Ticonderoga par les Américains, se tint à Philadelphie la première réunion du Second Congrès continental. Ce dernier nomma George Washington à la tête de l’Armée continentale le 15 juin suivant : le général devait organiser des troupes disparates et indisciplinées. Au début de la guerre, l'argent manquait pour payer les soldats et les cas de désertion étaient nombreux. Cependant, les Américains étaient forts de leur détermination et de l'éloignement de la métropole.
Le Congrès adressa un nouvel appel au Canada contre la Grande-Bretagne. Le 8 juillet, il envoya la fameuse « pétition du rameau d'olivier » au roi de Grande-Bretagne, une tentative de conciliation finalement rejetée par George III. Les Américains assiégèrent Boston (19 avril 1775-17 mars 1776) et perdirent la bataille de Bunker Hill le 17 juin 1775 : les Britanniques restaient maîtres de la ville mais subissaient de lourdes pertes. Ils finirent par se retirer en Nouvelle-Écosse le 17 mars 1776. Les troupes américaines envahirent le Canada et occupèrent Montréal (13 novembre 1775) : mais face à l'hiver canadien et à la résistance de la population, les Américains se retirèrent à la fin de l'année.

### La révolution politique (1776-1777)

La signature de la déclaration d'indépendance. Tableau de John Trumbull.

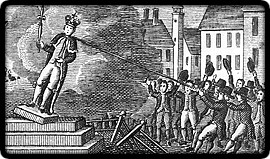
Le 9 juillet 1776, les New-Yorkais abattent la statue du roi de Grande-Bretagne.

Le 10 janvier 1776, Thomas Paine publia un pamphlet intitulé Le Sens commun qui connut un succès important et dans lequel il critiquait la monarchie. Thomas Paine appelait l'Amérique à se séparer de la Grande-Bretagne et proposait une Constitution républicaine. Dans une lettre publiée par le Pennsylvania Packet le 22 avril 1776, il montrait aux Américains tous les avantages d'être indépendant. L'indépendance procurerait le bonheur aux Américains car « c'est une feuille blanche à remplir ». Les Américains étaient pour lui un peuple libre et vertueux qui pouvait s'affranchir du passé. L'idée d'indépendance devenait le moyen d'accéder à une vie fondée sur la vertu, idéal suprême de bien des patriotes.
Entre 1776 et 1780, les États américains se dotèrent de constitutions écrites basées sur la foi dans les vertus publiques. Des institutions sommaires étaient perçues comme souhaitables et suffisantes. Les textes prévoyaient deux assemblées et des élections annuelles : le principe démocratique fut adopté partout par le suffrage censitaire (sauf dans le Vermont où le suffrage masculin blanc fut instauré dès le début). La Constitution de Virginie (juin 1776) affirmait des droits de l'homme, dont plusieurs seront repris dans la Déclaration d'indépendance américaine : c'est la première fois dans l'Histoire qu'un texte constitutionnel énonçait des droits universels et inaliénables. La Constitution de Pennsylvanie (septembre 1776) instaurait l'objection de conscience et la tolérance religieuse. Les constitutions de cinq États sur treize évoquaient la nécessité d'une instruction publique.
À Philadelphie, après de nombreux débats, le Congrès continental adopta la Déclaration d'indépendance le 4 juillet 1776 : ce texte, dont l'auteur principal était Thomas Jefferson, représentait l'« acte inaugural de la nation américaine ». Son préambule, inspiré par les idées les Lumières, proclamait le droit à la liberté, à la vie et au bonheur pour les colons.

### Avance britannique dans le centre (1776-1777)

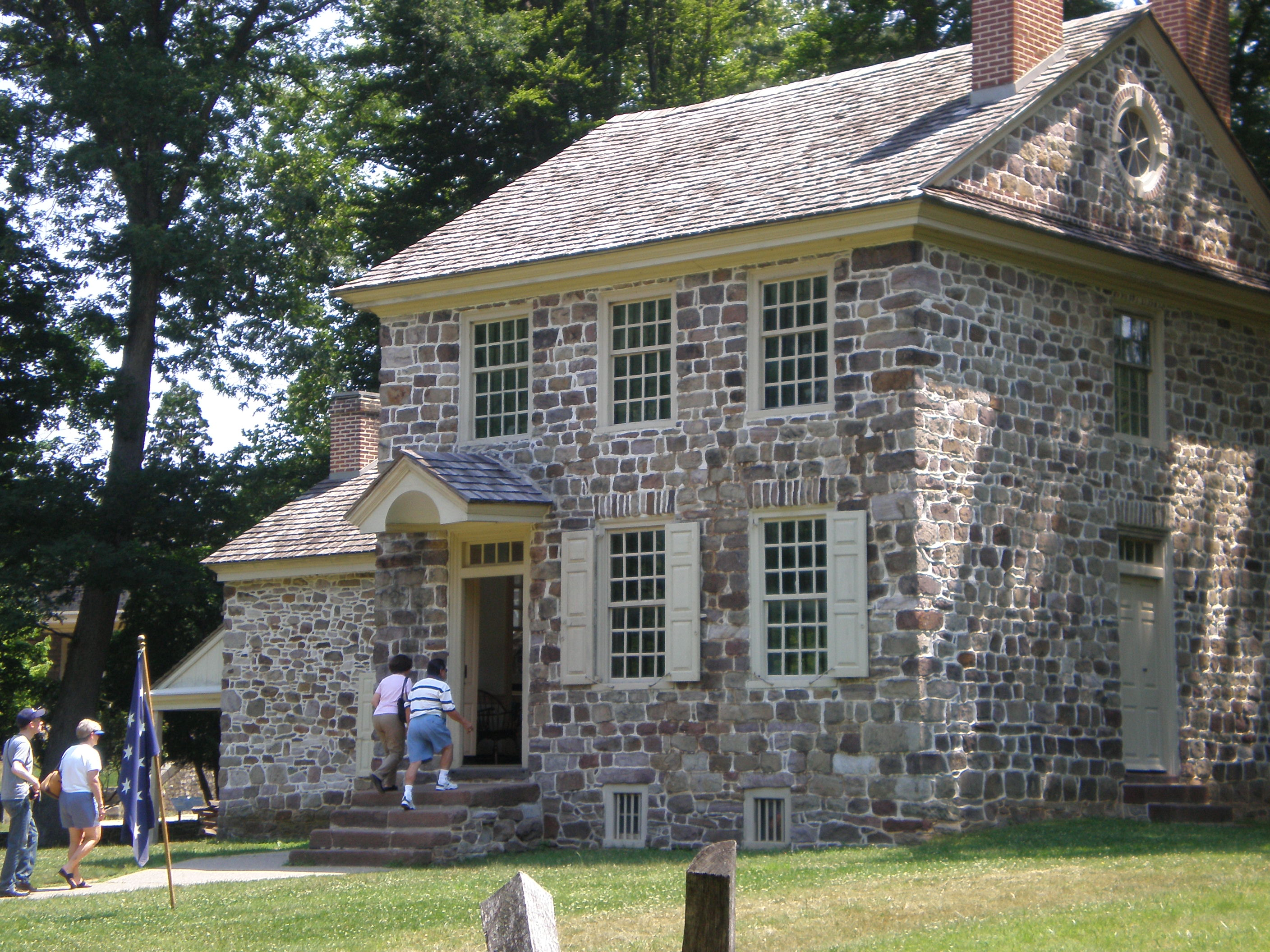
Quartier général de George Washington à Valley Forge.

Après la victoire de Long Island (août 1776), les troupes britanniques de Richard Howe occupèrent la ville de New York en septembre. Les troupes américaines, commandées par George Washington furent contraintes de reculer jusque dans le New Jersey. Malgré les succès de Trenton (26 décembre 1776) et de Princeton (3 janvier 1777), Philadelphie fut occupée par les troupes britanniques à l'automne 1777 : le Congrès dut quitter la ville, ainsi que les 2/3 de la population. Washington fut battu en Pennsylvanie (bataille de Brandywine ; bataille de Germantown) et passa l'hiver à Valley Forge dans des conditions catastrophiques. Cependant, après la bataille de Saratoga dans l'État de New York, le commandant britannique John Burgoyne dut se rendre à Horatio Gates le 17 octobre 1777. Cette victoire américaine encouragea la France à entrer en guerre aux côtés des insurgents

### Alliance française et victoire finale (1778-1783)

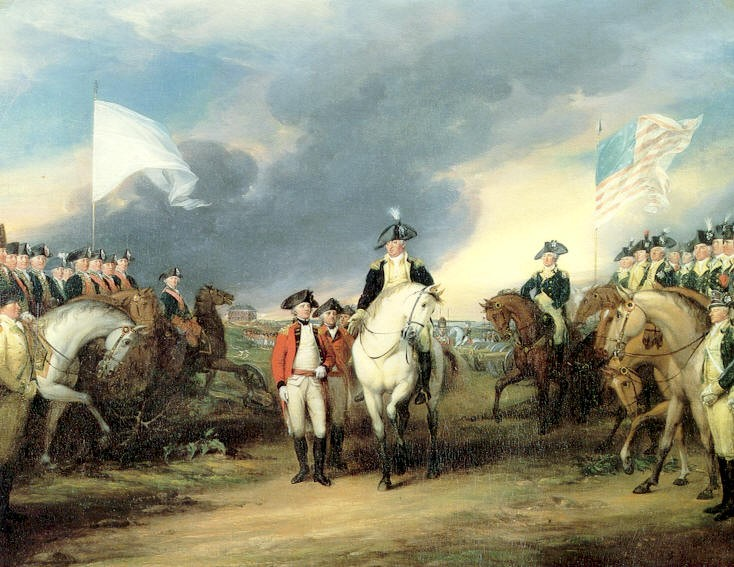
Capitulation de Cornwallis à Yorktown - John Trumbull (1820).

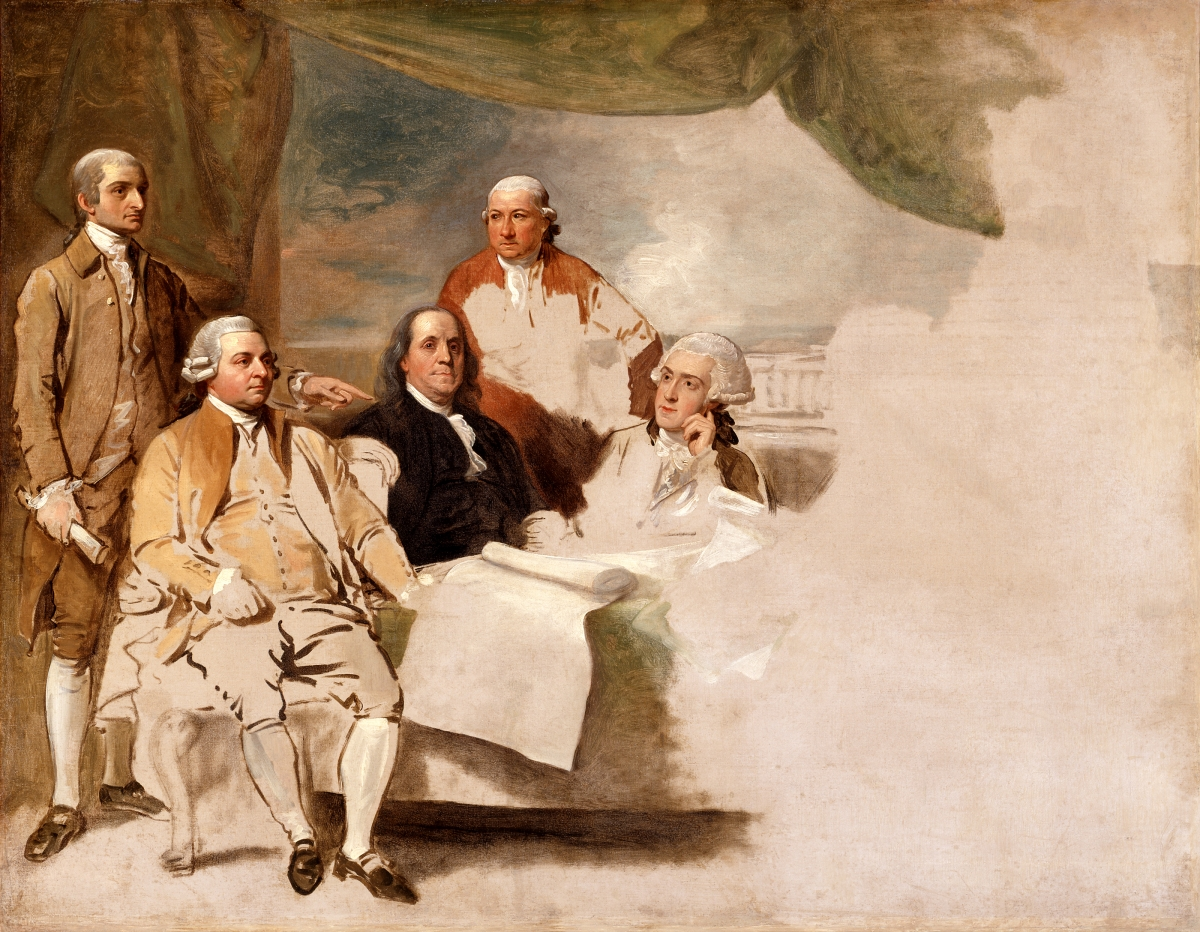
Signature du traité de Paris, 1783, par Benjamin West.

Un traité d'alliance fut signé le 6 février 1778 à Paris entre la France et les États-Unis, grâce à l'action diplomatique de Benjamin Franklin. Les Français espéraient prendre leur revanche sur la Grande-Bretagne. L'Espagne rejoignit l'alliance en mai 1779.
Le 18 juin 1778, les troupes britanniques évacuèrent Philadelphie pour se concentrer sur la défense de New York, menacée par une intervention maritime française. La bataille de Monmouth (New Jersey, 28 juin 1778) fut un succès américain. Mais à partir de 1779, les Britanniques attaquèrent les États du Sud : Savannah (Géorgie) fut occupée ; le siège de la ville organisé par les Franco-Américains échoua le 9 octobre 1779. Entre mai 1780 et septembre 1781, une série de batailles se déroulèrent en Caroline du Sud qui furent tantôt favorables aux Britanniques (prise de Charleston le 12 mai 1780 ; Camden, 16 août 1780), tantôt favorables aux Américains (bataille de King's Mountain, 7 octobre 1780 ; Eutaw Springs, 9 septembre 1781). La défaite britannique de Yorktown en Virginie (octobre 1781) marqua un tournant dans la guerre. La Chambre des communes se prononça pour l'arrêt de la guerre le 27 février 1782 et le Premier ministre britannique Lord North donna sa démission le 20 mars. Savannah est évacuée par les troupes britanniques le 11 juillet 1782, Charleston le 14 décembre. Les négociations s'engagèrent avec la Grande-Bretagne et un traité préliminaire fut conclu le 30 novembre 1782. Le traité de Paris signé le 3 septembre 1783 mettait officiellement fin aux hostilités et consacrait la reconnaissance officielle des États-Unis, dont la frontière était portée au fleuve Mississippi. Le traité de Versailles régla les contentieux entre la Grande-Bretagne et les alliés européens de l'Amérique.

### Naissance de la confédération (1777-1781)

Le premier drapeau des États-Unis 1777.

L'unité américaine progressa en 1777 : un drapeau fut adopté en juin. La coordination des efforts militaires contre la Grande-Bretagne et de l'approvisionnement de l'armée continentale poussa les Américains à s'unir. Les emprunts et le remboursement de la dette nécessitaient également un renforcement de la centralisation fédérale : la guerre d'Indépendance entraîna l’union des anciennes colonies.
Le 15 novembre 1777, les Articles de la Confédération furent adoptés par le Congrès continental. Ce texte constitutionnel organisait les Treize États en Confédération. Il proclamait l'existence des États-Unis tout en laissant leur souveraineté aux États fédérés. Il imposait une aide armée mutuelle, un congrès élu pour représenter le pays dans les relations internationales. Il jugeait les différends entre les États. Par la suite, les États-Unis se dotèrent d'une ambassade, d'un trésor public, d'une banque. Les titres de noblesse furent abolis et les premiers départements (ministères) furent mis en place. Les Articles de la Confédération n'entrèrent en vigueur qu'après avoir été ratifiés par les États, c'est-à-dire en mars 1781. Mais pour ses ressources fiscales, le Congrès dépendait en grande partie du bon vouloir des États. Rien n'était prévu pour que le congrès puisse faire prévaloir son autorité sur les États, tant la croyance en la vertu publique était grande.
Sur les 2,5 millions d'habitants de colonies, seul un faible pourcentage se porta volontaire pour se battre contre les Anglais. Les États refusèrent de pourvoir au ravitaillement et à l'habillement des troupes de l'Armée continentale. Les soldats souffrirent de la faim et du manque de vêtements.
L'élaboration des Articles de la Confédération souleva des oppositions entre les tenants d’un État central relativement fort et les partisans d’une autonomie importante des États fédérés et souverains. Les premiers furent d’abord appelés « nationalistes » puis « fédéralistes ». Les débats portèrent également sur la répartition de la charge fiscale, la manière de voter et l'expansion vers l'Ouest.

## La période confédérale (1781-1789)
À partir de 1781 siégea un nouveau Congrès, en remplacement du Second Congrès continental. Cependant, les membres de la nouvelle assemblée ne changeaient guère. Les domaines de compétence du Congrès étaient alors peu étendus : postes, poids et mesures, monnaie, citoyenneté. Une monnaie fut fondée en 1785, le dollar, en remplacement des livres britanniques mais surtout les différentes unités monétaires étrangères qui circulaient alors en Amérique du Nord, principalement la fameuse pièce de huit réaux en argent de l'empire espagnol. L'émission de papier monnaie se poursuivit après la guerre.

### L'expansion vers l'Ouest
Les territoires situés à l'ouest des Appalaches, attribués aux États-Unis par le traité de Paris furent l'enjeu de rivalités entre les États. En 1784, afin de mettre fin à une situation confuse et menaçante pour l'unité de la jeune nation, Thomas Jefferson proposa qu'ils soient divisés en dix districts, dont chacun deviendrait un État de l'Union dès qu'ils auraient atteint un certain poids démographique. En 1785, le Congrès mit en vente le domaine public, divisé en municipalités (townships). L'ordonnance du Nord-Ouest de 1787 organisa les territoires et y interdit l'esclavage. Le Congrès consacra l'égalité des enfants en matière d'héritage.

### L'agitation militaire et sociale

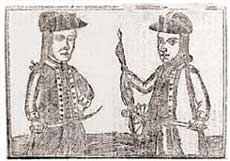
Une gravure d'époque présentant Daniel Shays (gauche).

La période qui suivit le traité de Paris fut marquée par le marasme économique et par une certaine agitation sociale. En 1783, la conspiration de Newburgh révéla des tensions dans l'armée et souligna l'urgence des réformes institutionnelles. En juin 1783, un groupe de mutins d'un régiment de Pennsylvanie investit le Congrès à Philadelphie et menaça certains délégués, contraints de s'enfuir et de siéger provisoirement à Princeton. En 1786-1787, dans un contexte économique troublé par l’inflation, l'augmentation des taxes foncières et la dévaluation de la monnaie, des fermiers et des artisans endettés du Massachusetts formèrent une milice menée par Daniel Shays et qui menaça les tribunaux. Le Massachusetts demanda de l'aide au Congrès. Or la plupart des États refusèrent de mobiliser les ressources nécessaires à la répression de la révolte par égoïsme individuel. La révolte de Shays fut finalement écrasée en janvier 1787 mais elle suscita parmi les élites un sentiment de peur à l’égard du peuple. Elle fut imitée en Virginie où des tribunaux furent également saccagés et leurs archives brûlées par les émeutiers pour faire disparaître toute trace de dettes. James Madison manifesta sa crainte de voir s'instaurer un régime « despotique » sous la houlette d'un nouveau « Cromwell ». George Washington écrivit à James Monroe que le jugement de Britanniques sur la jeune nation pourrait se réaliser : « Laissons-les à eux-mêmes et leurs institutions iront à leur perte ». La révolte de Shays servit également de catalyseur aux fédéralistes pour exiger une réforme des institutions.
Les Pères fondateurs se rendirent compte qu'ils avaient été trop optimistes sur la nature humaine et que la vertu publique était une utopie. Alexander Hamilton fut chargé de réfléchir à un nouveau projet tenant compte d'une définition plus réaliste de la nature humaine. Sa réflexion fondatrice marqua le passage à une manière de penser plus pragmatique : « Les hommes aiment le pouvoir […] Donnez tout le pouvoir au grand nombre et la minorité sera opprimée ; donnez tout le pouvoir à la minorité et le grand nombre sera opprimé ». Les troubles étaient tellement importants que certains pensent qu'il fallait restaurer la monarchie en Amérique. Mais les Pères fondateurs ne voulaient pas renoncer après tous les sacrifices consentis à l'idéal de liberté incarné par la République. Ils voulaient fonder un nouveau régime qui devrait offrir « un remède républicain aux maux les plus courants du régime républicain ».

### La constitution

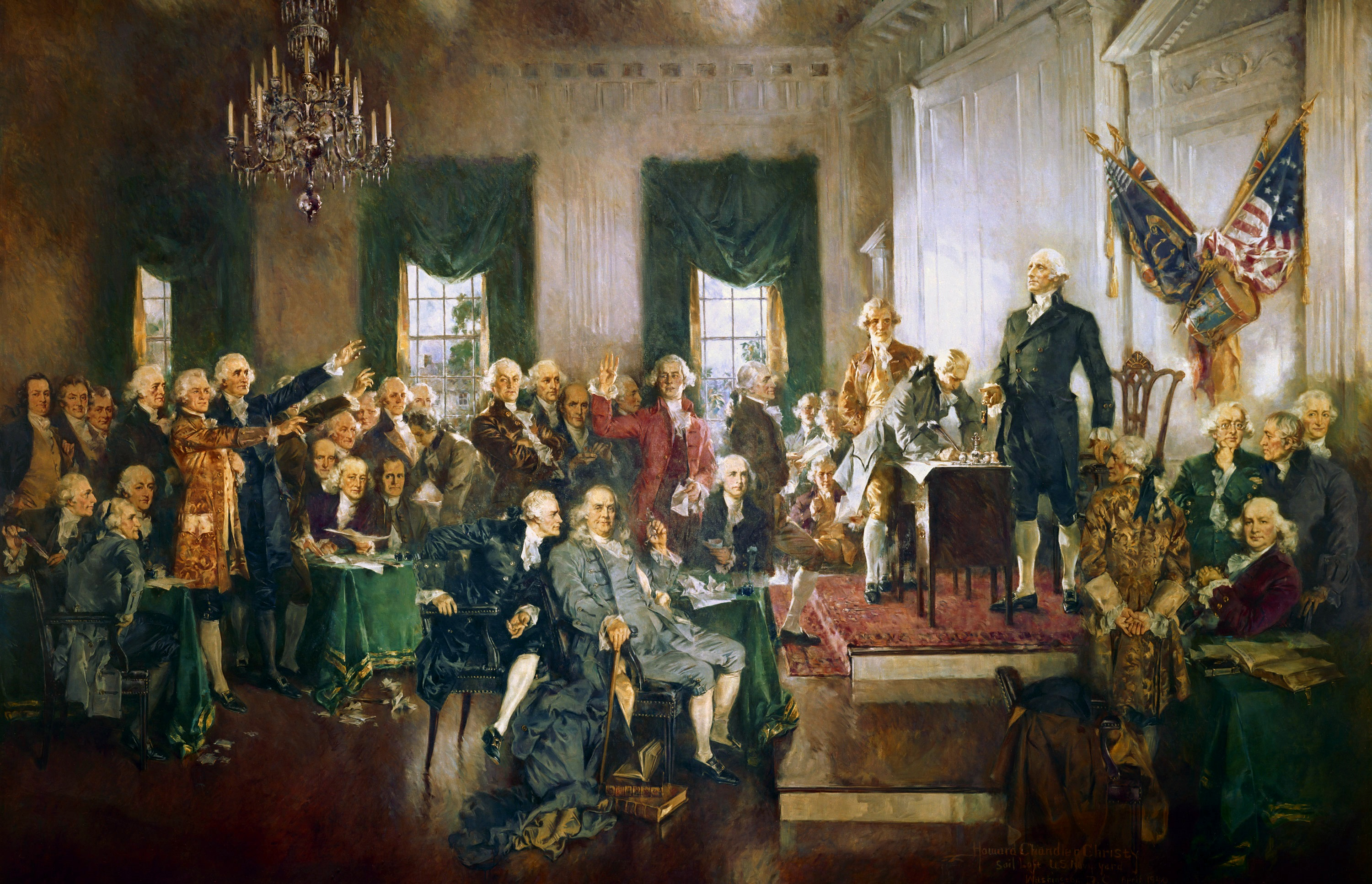
Scène à la signature de la Constitution des États-Unis, par Howard Chandler Christy.

La convention d'Annapolis, réunie du 11 au 14 septembre 1786 à la demande de la Virginie, dressa un constat d'échec des Articles de la Confédération pour l'organisation des échanges commerciaux entre les États. Elle prévoyait une nouvelle assemblée pour 1787. La convention de Philadelphie se réunit entre mai et septembre 1787 pour rédiger la Constitution américaine. Les 55 délégués discutèrent de l'esclavage, de l'équilibre entre les pouvoirs et du poids politique des États fédérés. Le projet de constitution fut adopté le 17 septembre 1787, et signé par 39 représentants sur 55 et ratifié par les 3/4 des États le 21 juin 1788. Le texte organisait les nouvelles institutions d'un État républicain et fédéral dans lequel les pouvoirs étaient séparés et s'équilibraient (checks and balances). C'était la première fois dans l'Histoire que le fédéralisme était appliqué dans un pays aussi vaste : les États fédérés conservaient leurs pouvoirs politique, juridique, économique, social et fiscal tout en admettant la supériorité de la loi fédérale. Son originalité réside dans la combinaison de la République et de la démocratie, ainsi que par un système présidentiel qui n'avait jamais été imaginé jusqu'ici. Par la formule du préambule « Nous le peuple » (We the People), la constitution entérinait également la naissance d'une nation.
Si le texte de la constitution fut le résultat d'un compromis, il fut critiqué par les anti-fédéralistes, parce qu'il abandonnait le principe d'unanimité des États ; aussi, trois représentants refusèrent de signer la constitution pendant la convention de Philadelphie. La Caroline du Nord refusa de ratifier la constitution le 1er août 1788 parce qu’elle ne comportait pas de Déclaration des droits (elle la ratifia finalement le 21/11/1789). L'Attorney General du Maryland Luther Martin, représentant de son État à la convention de Philadelphie, refusa de signer la constitution de 1787 parce qu’elle ne condamnait pas l’esclavage explicitement. Le Rhode Island fut le dernier État à difficilement ratifier la constitution en 1790 (après l'avoir refusé par référendum en 1788), par 34 délégués pour et 32 contre.
La constitution était prévue pour entrer en vigueur dès ratification par les 3/4 des états, ce qui fut fait en 1788.

## La période fédéraliste (1789-1801)

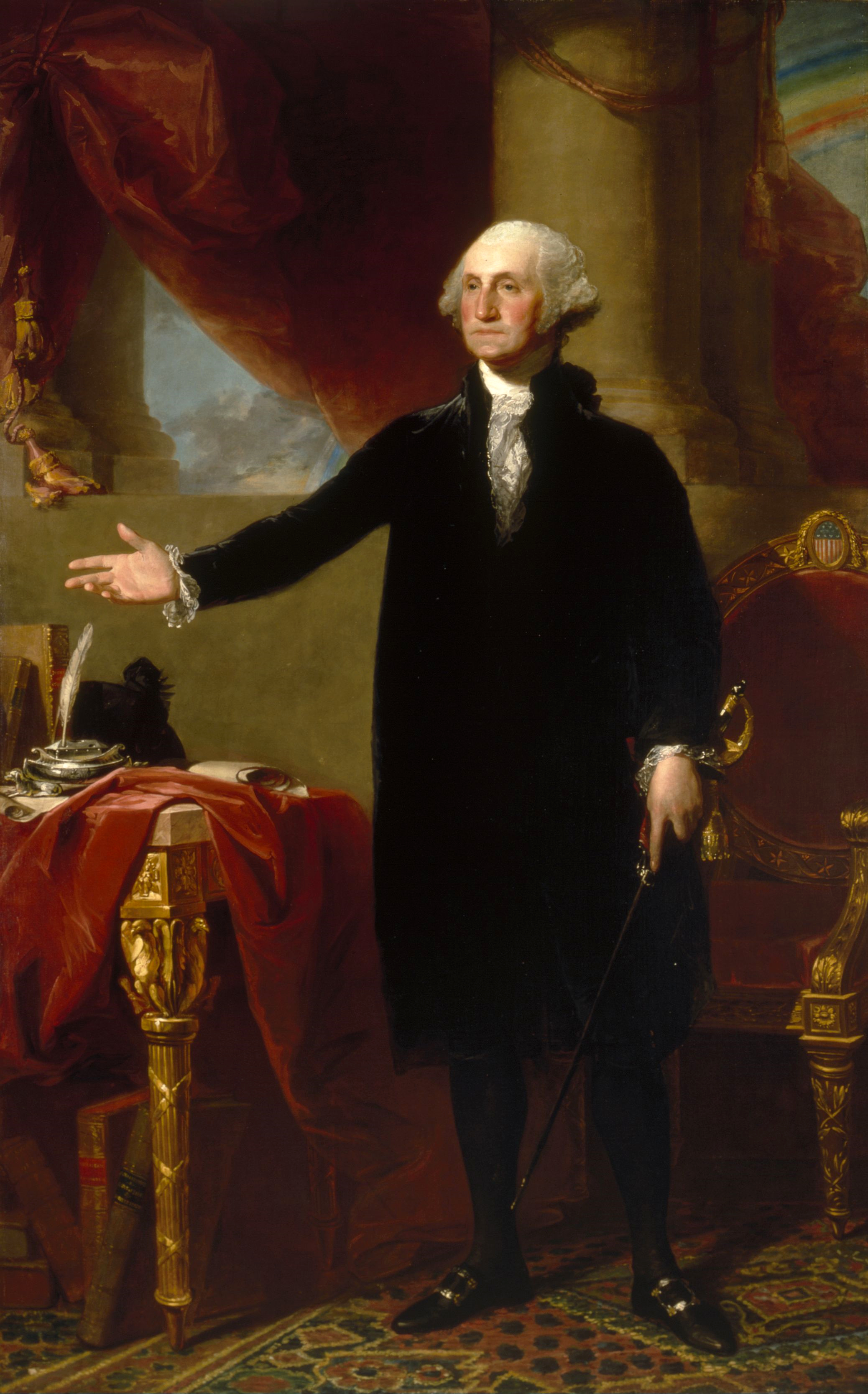
Portrait officiel du président George Washington (1796, National Portrait Gallery, Smithsonian Institution).

Le nouveau Congrès fut élu en janvier 1789 ; en avril, George Washington fut choisi à l'unanimité pour être le premier président des États-Unis qui s'installa à New York, capitale provisoire du pays, où il prêta serment sur la Bible le 30. En septembre, une Déclaration des Droits (Bill of Rights) fut ajoutée à la Constitution par le Congrès ; elle fut ratifiée le 15 décembre 1791.
Les débats se poursuivaient au sujet du rôle de l'État fédéral : les fédéralistes se regroupèrent autour d'Alexander Hamilton et réclamaient un pouvoir fédéral important ; ils étaient contre l'égalitarisme. Les « anti-fédéralistes » ou « républicains » réunirent les partisans d'un gouvernement fédéral limité autour de Thomas Jefferson. La Révolution française accentua les différences entre les deux « partis » : alors que les fédéralistes rejetaient la tournure radicale que prenaient les événements en 1793, les Républicains s'enthousiasmaient pour l’égalité et la démocratie française. George Washington préféra rester neutre vis-à-vis de la France et de son adversaire la Grande-Bretagne qui demeurait le principal partenaire commercial des États-Unis. Le traité de Jay en 1794 fut considéré comme une trahison envers la France.
La période vit l'affermissement des institutions américaines : dans un contexte difficile d'endettement après la guerre d'Indépendance fut fondée une banque des États-Unis en 1791. Le cours de la monnaie remonta. Les inégalités se creusèrent car les terres confisquées pour endettement étaient revendues aux plus riches. Une partie des loyalistes revint après la guerre et récupéra ses terres. De nombreux paysans étaient mécontents en raison des impôts et du déficit démocratique liés au suffrage censitaire (seuls les propriétaires les plus aisés pouvaient voter).
Des taxes furent instituées sur l’alcool pour augmenter les revenus de l'État fédéral. Mais cette hausse frappa les classes laborieuses et provoqua la révolte du whisky en 1794 : le gouvernement fédéral envoya des soldats sous le commandement d'Alexander Hamilton en Pennsylvanie pour calmer les tensions.

## Les acteurs de la révolution américaine

### Les Pères fondateurs

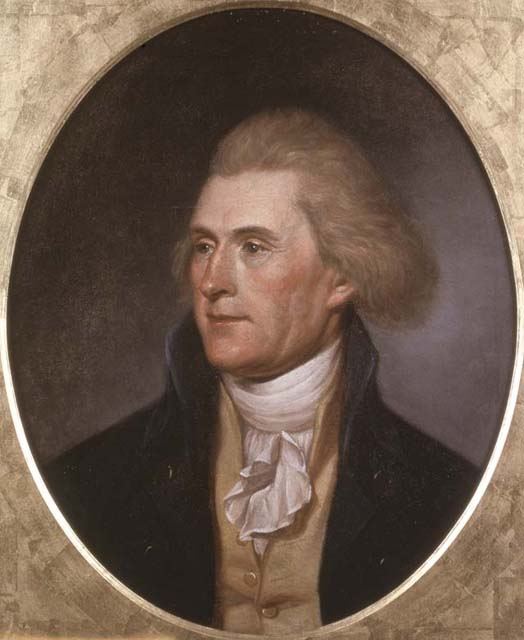
Thomas Jefferson, l'un des Pères fondateurs du pays.

L'expression « Pères fondateurs » désigne les artisans de la constitution américaine qui sont considérés comme des héros aux États-Unis. Cette soixantaine d'hommes partage de nombreux points communs : ils sont tous blancs, majoritairement chrétiens. Ils ont lu les philosophes des Lumières dont ils s'inspiraient et certains étaient francs-maçons. Il s'agit donc d'hommes cultivés et d'expérience, pour une grande partie d'entre eux juristes ou notables. Beaucoup ont servi dans l'armée continentale à des postes de commandement.
Les plus connus ont assumé des fonctions politiques, d'abord dans leurs États respectifs, puis au plus haut rang : George Washington, John Adams, Thomas Jefferson et James Madison furent les quatre premiers présidents américains. D'autres ont marqué la révolution américaine par leurs talents d'orateur (Patrick Henry), leur activité diplomatique (Benjamin Franklin, John Jay) ou encore leurs écrits (Thomas Paine, John Dickinson).

### Loyalistes et attentistes
Les habitants des Treize colonies ne furent pas tous des insurgents : durant les années 1760-1770, beaucoup de colons adoptèrent une position d'attentisme, alors que d'autres furent clairement loyalistes, autrement dit défavorables à la révolution américaine. Selon l'historien Walter Stewart, les loyalistes représentaient 19 % de la population. Pour d'autres spécialistes, environ 30 % des colons américains étaient loyalistes, soit 900 000 personnes. Pour Bernard Vincent, 2/5e des Américains étaient passifs devant les événements, 2/5e étaient patriotes et 1/5e étaient loyalistes,. Ces derniers étaient relativement nombreux à New York, Philadelphie et dans les Carolines ; les loyalistes étaient souvent d'anciens soldats britanniques, des clercs anglicans, des négociants. Au cours de la guerre d'Indépendance, 30 000 à 40 000 loyalistes se réfugièrent au Canada et leurs biens furent confisqués.
Au cours du Premier Congrès continental (1774), Joseph Galloway a cherché à réconcilier les colonies avec la métropole (Galloway's Plan of Union). Il fut suivi par d'autres délégués conservateurs et loyalistes. Au centre se trouvaient des délégués modérés, parmi lesquels des marchands et des bourgeois favorables au maintien des relations commerciales avec la Grande-Bretagne.

### Les femmes

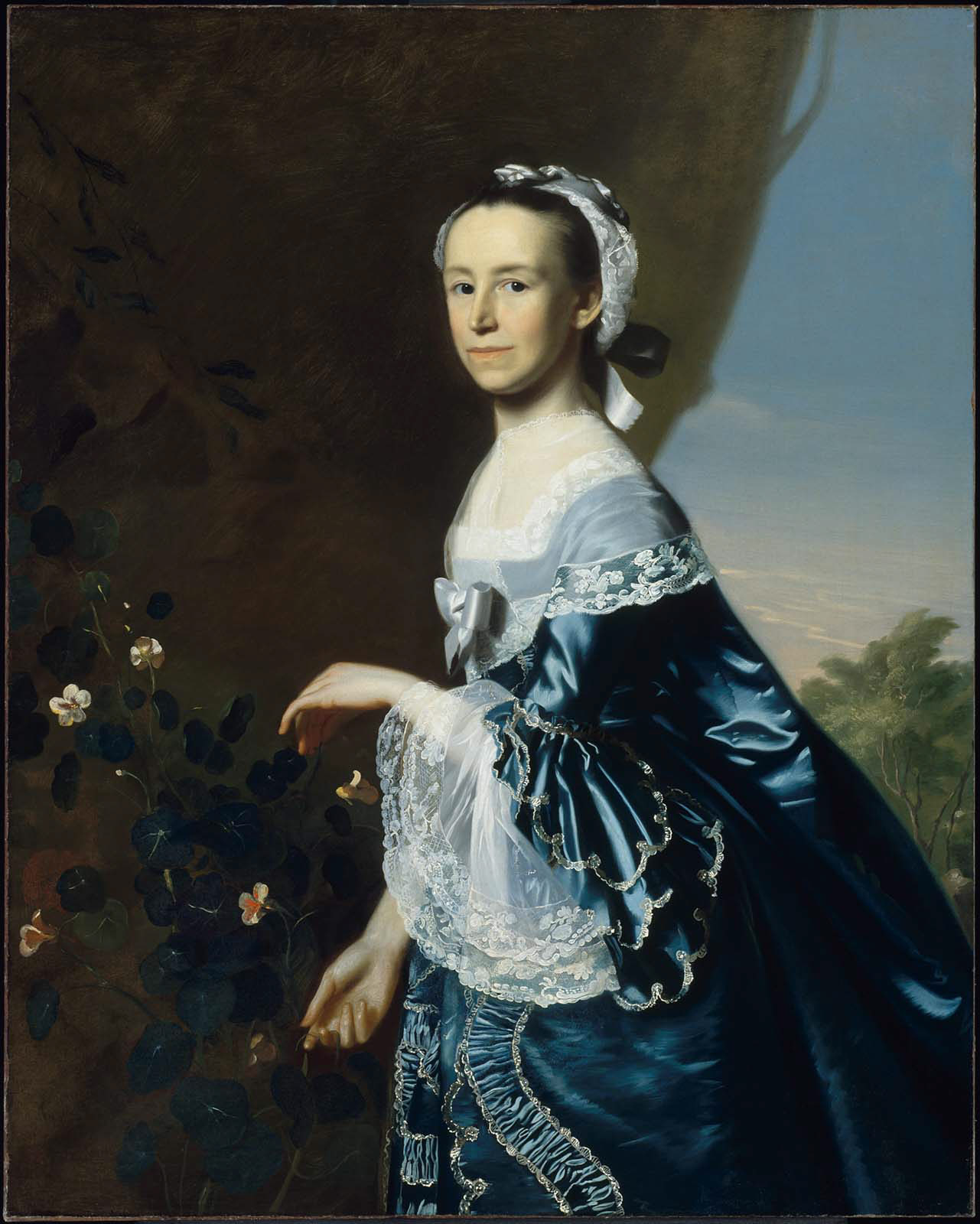
Mercy Otis Warren par John Singleton Copley.

Les femmes participèrent à des degrés divers à la révolution américaine : dans les années 1770, les femmes patriotes ont boycotté les marchandises britanniques et fabriqué leurs propres vêtements pour éviter d’en importer. Elles organisèrent des manifestations de protestation (Edenton Tea Party en 1774) et participèrent aux émeutes qui secouèrent la ville de Boston. Pendant le conflit, elles confectionnèrent des couvertures et des uniformes pour l'armée. Certaines organisations, comme la Ladies' Association de Philadelphie, collectèrent des fonds pour aider l’armée. D'autres suivirent l’armée continentale et servirent les soldats en lavant le linge, en cuisinant, en soignant les blessés et parfois en se battant ou en espionnant l’ennemi. Certaines femmes, comme Deborah Sampson se sont travesties pour intégrer l’armée. D’autres ont joué un rôle important de renseignement en faisant passer des messages aux troupes. Les femmes des officiers visitaient fréquemment les troupes, comme Martha Washington. Mais les femmes furent également victimes de la guerre en étant confrontées à sa violence. Elles vivaient dans la menace du viol par les soldats et devaient dans certains cas défendre seules leur maison. Nombre d'entre elles devinrent veuves à la suite de la guerre. Les femmes loyalistes durent pour la plupart suivre leur mari au Canada ou aux Antilles britanniques. D’autres choisirent la résistance en refusant de prêter serment de fidélité au nouveau gouvernement ou en cachant leurs époux ou leurs économies. Le rôle politique des femmes pendant la révolution américaine fut limité ; cependant, Abigail Adams ou encore Mercy Otis Warren eurent une relative influence. Après la révolution, les femmes furent instrumentalisées pour enseigner les valeurs républicaines à leurs enfants, afin de les préparer à devenir de bons citoyens.

### Les Noirs
Les Noirs américains ont participé à la révolution américaine à plusieurs niveaux.
De nombreux Noirs prirent part aux combats et se battirent du côté britannique. En avril 1775, Lord Dunmore, gouverneur de Virginie, offrit la liberté aux Noirs qui lutteraient contre les patriotes et abandonneraient leurs maîtres planteurs. Il forma même un « régiment éthiopien » (Ethiopian Regiment) d’environ 500 anciens esclaves. En juin 1776, le général britannique Henry Clinton fit la même offre à Phillipsburg (en). En 1779, environ 10 000 Noirs avaient rejoint les rangs de l’armée britannique. Des milliers de ces loyalistes noirs furent répertoriés dans le Book of Negroes, évacués en Nouvelle-Écosse ou à Londres puis installés à Freetown au Sierra Leone.
5 000 Noirs ont combattu aux côtés des insurgents et plusieurs d'entre eux furent affranchis. Pourtant, le commandant George Washington avait d'abord interdit leur présence dans l'armée continentale ; après la décision de Lord Dunmore d'affranchir les esclaves loyalistes, Washington revient sur sa position et autorise l'engagement des Noirs libres puis des esclaves. La Géorgie perdit ainsi 1/3 de ses esclaves pendant cette période.
Enfin, de nombreux esclaves ont également profité des troubles de la guerre pour s'enfuir.
Les Noirs ont obtenu une émancipation relative dans les États du centre (Philadelphie) et en Nouvelle-Angleterre, où ils étaient peu nombreux. L'esclavage fut aboli en 1777 dans le Vermont,, en 1780 en Pennsylvanie,, en 1783 dans le Massachusetts. Cependant, la Déclaration d'indépendance américaine n'abolissait pas l'esclavage et la Constitution n'établit pas l'égalité civique, pour ne pas mécontenter les États du Sud.
La révolution américaine eut donc d'importantes conséquences pour les Noirs : des milliers d'entre eux ont migré vers le nord pour bénéficier de la liberté, ou vers l'ouest pour travailler dans l'agriculture. De nombreux loyalistes se sont par ailleurs enfuis au Canada ou dans les Antilles britanniques avec leurs esclaves.

### Les Amérindiens
Comme les Noirs, les Amérindiens ont participé à la guerre soit dans le camp britannique, soit dans le camp des insurgents. Ainsi, les Lenapes ont signé en 1778 un traité avec les Américains qui leur promettaient un territoire autonome en échange. La nation Catawba se rangea aux côtés des Américains et leur fournit de la nourriture.
Les autres tribus se sont engagées du côté britannique par peur de la colonisation et ont harcelé les troupes américaines. Les délégués des six nations iroquoises, d'abord favorables à la neutralité, ont finalement soutenu les Britanniques. Ils prononcèrent leur propre déclaration d'indépendance.
À la fin de la révolution, la situation des Amérindiens ne s'est pas améliorée : de nombreux villages ont été détruits et les récoltes ont été saccagées. Le traité de Paris (1783) ignore leur présence et permet la colonisation américaine à l'ouest des Appalaches. La Constitution américaine les exclut de la citoyenneté. L'expansion américaine vers l'ouest provoque des conflits avec les Amérindiens, dont certaines tribus se regroupent en confédérations.

## Après la révolution

### Bilan de la révolution et de la guerre
Le bilan humain de la période est difficile à établir avec précision. Selon Jack P. Greene, il y eut 25 000 morts pendant la révolution américaine essentiellement provoqués par la guerre mais aussi par les violences entre patriotes et loyalistes.
La guerre a provoqué d'importants dégâts dans les ports et les plantations.
La rupture avec la Grande-Bretagne a engendré une perte de débouchés pour les exportations américaines. L'économie de la jeune nation souffrit alors d'un important déficit commercial. La production américaine a chuté et n'a retrouvé son niveau d’avant la guerre qu'en 1790.
Les jeunes États-Unis sont alors endettés à cause de la guerre.
La révolution et la guerre d'Indépendance ont créé un nouvel État qui s'est doté d'institutions républicaines stables, fixées par la première constitution écrite de l'histoire. Elles ont posé les bases de la vie politique américaine avec la naissance du bipartisme, de la défense et de la vie économique (dollar).
Plusieurs points ne sont malgré tout pas résolus à la fin du XVIIIe siècle : l'évolution des frontières, le sort des Amérindiens, la place de l'État fédéral, le maintien de l'esclavage au sud vont peser sur le développement du pays au XIXe siècle.
Du conflit contre la Grande-Bretagne est née une nation, unie par des idéaux communs (liberté, démocratie), une même langue (anglais), des symboles (pygargue à tête blanche, bannière étoilée, devise) et des mythes (Pères fondateurs).
Dans le domaine social, la révolution a permis de faire progresser les libertés individuelles (notamment religieuses) et l'égalité (abolition de la primogéniture et des substitutions, affranchissement des esclaves au nord), même si celle-ci n'est pas achevée.

### La révolution américaine: un modèle?

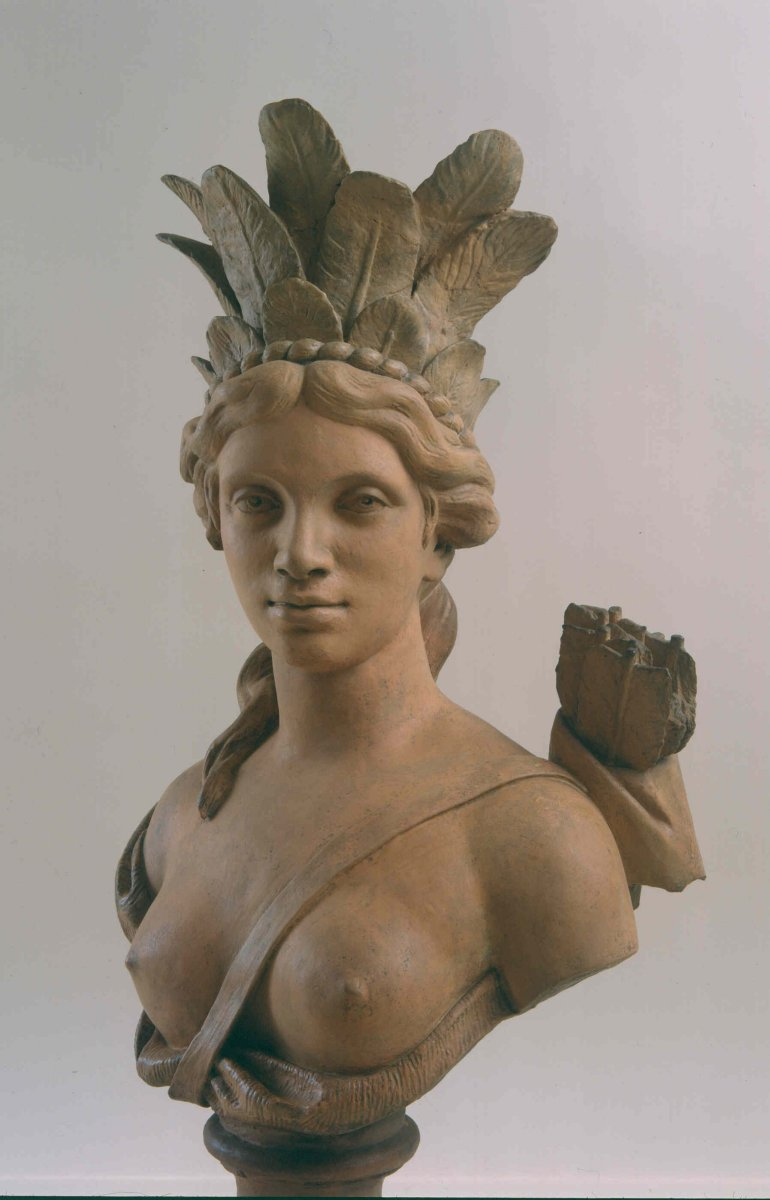
Allégorie de La Jeune Amérique, buste en terre cuite, 4e quart du XVIIIe siècle, provenant de l'hôtel particulier de Joseph Fenwick (1762-1849) à Bordeaux.
L'édifice abrita la première représentation consulaire américaine au monde. Bordeaux, musée des Arts décoratifs et du Design.

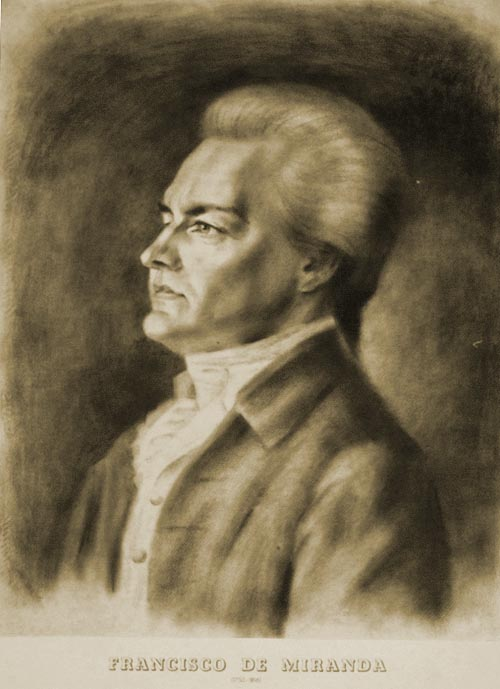
Francisco de Miranda.

La révolution américaine a influencé les autres pays et fait partie des révolutions atlantiques de la fin du XVIIIe et du début du XIXe siècle. Les journaux européens suivirent avec attention ce qui se passait outre-atlantique, tout en critiquant le sort réservé aux Indiens et aux esclaves noirs. La Déclaration d'indépendance américaine a été traduite dans toute l'Europe et a servi de source de réflexion pour de nombreux juristes et intellectuels. L'annonce de la révolution américaine ne reçut pas le même accueil selon les groupes sociaux et les pays.
En Grande-Bretagne, les whigs soutenaient les acquis de la révolution, alors que les clercs et les conservateurs les condamnaient. Dans les années 1790, les radicaux réclamaient même l'établissement d'une République.
Les révolutionnaires et les patriotes européens à la fin du XVIIIe siècle se réclamaient du modèle américain : ce fut le cas à Genève en 1781-1782. En Irlande, après 1790, la population soutient le soulèvement colonial des Américains ; en revanche, les grands propriétaires de l'île y sont hostiles. Dans les Provinces-Unies, Johan van der Capellen, l'un des investigateurs de la révolution batave, admirait l'exemple américain. La sympathie envers la cause américaine provoqua l'entrée en guerre du pays contre la Grande-Bretagne en 1780 et la reconnaissance des États-Unis en 1782. Certains activistes souhaitaient rebaptiser les Pays-Bas autrichiens en « États-Belgique-Unis ». Dans le Saint-Empire romain germanique, une partie de la population était concernée par la révolution américaine du fait de la présence d'émigrés allemands en Amérique du Nord et des troupes de Hessiens ; les notables, les luthériens et les hommes de lettres se montraient dans leur majorité hostiles à la rébellion des colons. Tadeusz Kościuszko (1746-1817), après avoir participé à la guerre d'indépendance américaine aux côtés de George Washington, mena l'insurrection des Polonais contre l'occupation russe.

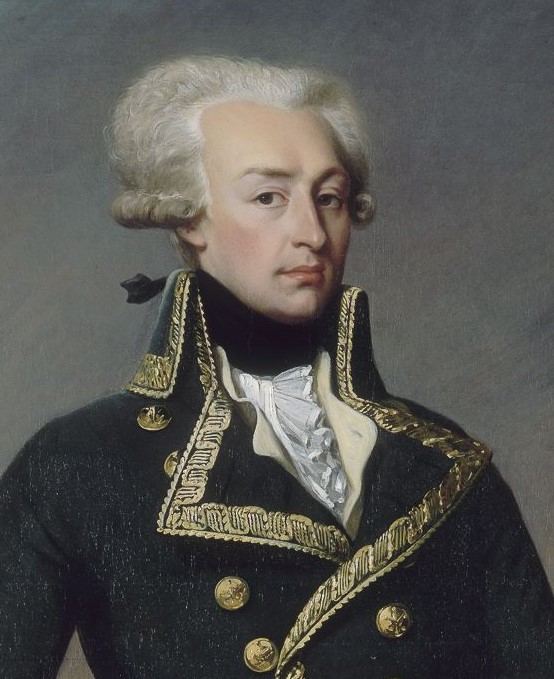
Le marquis de La Fayette.

Les généraux français qui ont participé à la guerre d'Indépendance, au premier rang desquels figure La Fayette, ramenèrent eux aussi des idées qui ont eu un impact sur la Révolution française. Plusieurs députés de l'Assemblée constituante de 1789 ont participé à la révolution américaine ou l'admiraient profondément (La Fayette, Condorcet). La Déclaration des Droits inspira en partie la Déclaration des droits de l'homme et du citoyen d'août 1789. La Fayette rédigea un projet de Déclaration des Droits pour la France dès novembre 1788, pour lequel il sollicita les conseils de Thomas Jefferson, alors en poste à Paris.
Dans son De l'influence de la révolution d'Amérique sur l'Europe de 1786, Nicolas de Condorcet écrivit notamment : « L'Amérique nous a donné [un] exemple. L'acte qui a déclaré son indépendance est une exposition simple et sublime de ces droits si sacrés et si longtemps oubliés […]. Le spectacle d'un grand peuple où les droits de l'homme sont respectés est utile à tous les autres ».
Cependant, les Français s'écartèrent aussi du modèle américain sur plusieurs points : les deux pays ont rédigé des Déclarations des Droits à la même époque, mais dans des cadres géographiques, sociaux et politiques très différents. La Déclaration française se voulait universelle et allait plus loin dans le principe de l'égalité, alors que les députés américains étaient gênés par le problème de l'esclavage. La Déclaration française était moins radicale pour la liberté de culte et ignorait le droit au bonheur qui avait été affirmé par Jefferson dans la Déclaration d'indépendance de 1776. Dans la France révolutionnaire, la Constitution de 1791 ne choisit pas le bicamérisme, ni le fédéralisme. Enfin, l'influence américaine s'atténua en Europe avec les guerres révolutionnaires et fut remplacée par celle de la France, beaucoup plus proche géographiquement.
La révolution américaine eut également un retentissement important dans les Antilles britanniques, où l'esprit républicain se diffusa, sans remettre fondamentalement en cause la société esclavagiste. Francisco de Miranda (1750-1816), combattit les Britanniques dans les 13 colonies avant de soulever les Vénézuéliens contre l'Espagne en 1806 et 1810. À la même époque, d'autres chefs indépendantistes d'Amérique du Sud ont acquis une expérience révolutionnaire aux États-Unis. L'élite créole eut accès aux écrits américains, notamment au Sens commun de Thomas Paine, et plusieurs constitutions sud-américaines ont repris celle des États-Unis. En Afrique du Sud, la révolte des « Patriotes du Cap » contre l'administration coloniale s'inspira de la révolution américaine. Au XXe siècle, les textes et les valeurs de la révolution furent repris par les militants des droits civils et les indépendantistes dans les colonies : par exemple, le manifeste d'Hô Chi Minh publié dans La République à Hanoï le 1er octobre 1945 fait référence à la Déclaration rédigée par Jefferson en 1776 pour justifier l'indépendance du Viêt Nam.

### Historiographie
Au cours des deux derniers siècles, l'historiographie de la révolution américaine est passée par plusieurs phases, qui ont suivi le contexte politique américain et le renouvellement général des méthodes et des approches en histoire. Les historiens américains du début du XIXe siècle exaltaient les Pères fondateurs des États-Unis comme les héros de la révolution. Ce courant filio-piétiste ou nationaliste est représenté par George Bancroft, qui développa l’idée d’une révolution américaine exceptionnelle et assimila le peuple américain à un nouveau « peuple élu ». À la fin du XIXe et au début du XXe siècle, l'historiographie suivit de près le réformisme social. Des historiens comme Frederick Jackson Turner, Carl Lotus Becker ou encore John Franklin Jameson analysaient la révolution à l’aune de la lutte des classes. Pour Charles Austin Beard, les Pères fondateurs avaient trahi la révolution et défendu les intérêts économiques des propriétaires, une thèse reprise par les historiens de la Nouvelle gauche dans les années 1960.
Pendant la guerre froide, les historiens français exceptionnalistes considéraient que la révolution américaine était imparfaite parce qu'elle n'était pas sociale. De leur côté, les exceptionnalistes américains soulignaient l'échec final de la révolution française de 1789 et mettaient en avant l'antériorité du soulèvement américain. Les historiens « révisionnistes » tels que Daniel J. Boorstin, Edmund S. Morgan ou Bernard Bailyn dominèrent les années 1950-1960. L'historiographie se teinta souvent d’idéologie et de propagande, souligna la nécessité d’un consensus interne face à la menace soviétique : de la période révolutionnaire seraient nées les valeurs communes aux Américains, en particulier le libéralisme.
Dans les années 1970, l'historiographie de la révolution américaine se renouvela grâce aux études d'Alfred Young ou Staughton Lynd. Elle s'intéressa à l'histoire sociale ou des mentalités et non plus seulement aux seuls événements. Elle mit en valeur, au travers de nombreuses monographies, le rôle des Noirs, des femmes ou encore de la foule. Pour certains, la révolution américaine résulterait des inégalités sociales dans les Treize colonies et du rôle actif des couches populaires et des minorités ethniques.
La problématique de la révolution atlantique se développa à partir des années 1950 (Robert Roswell Palmer, Jacques Godechot), avec la création de l'OTAN, les chercheurs considéraient déjà l'océan Atlantique comme une aire d’échanges culturels (Lumières), économiques (commerce triangulaire), politiques (républiques). Cette démarche comparatiste est aujourd'hui remise en cause, ou tout au moins discutée. Depuis quelques années, les historiens et le grand public reviennent à l'étude des grands personnages de la révolution américaine, avec la publication de plusieurs biographies.

### La révolution dans la culture américaine

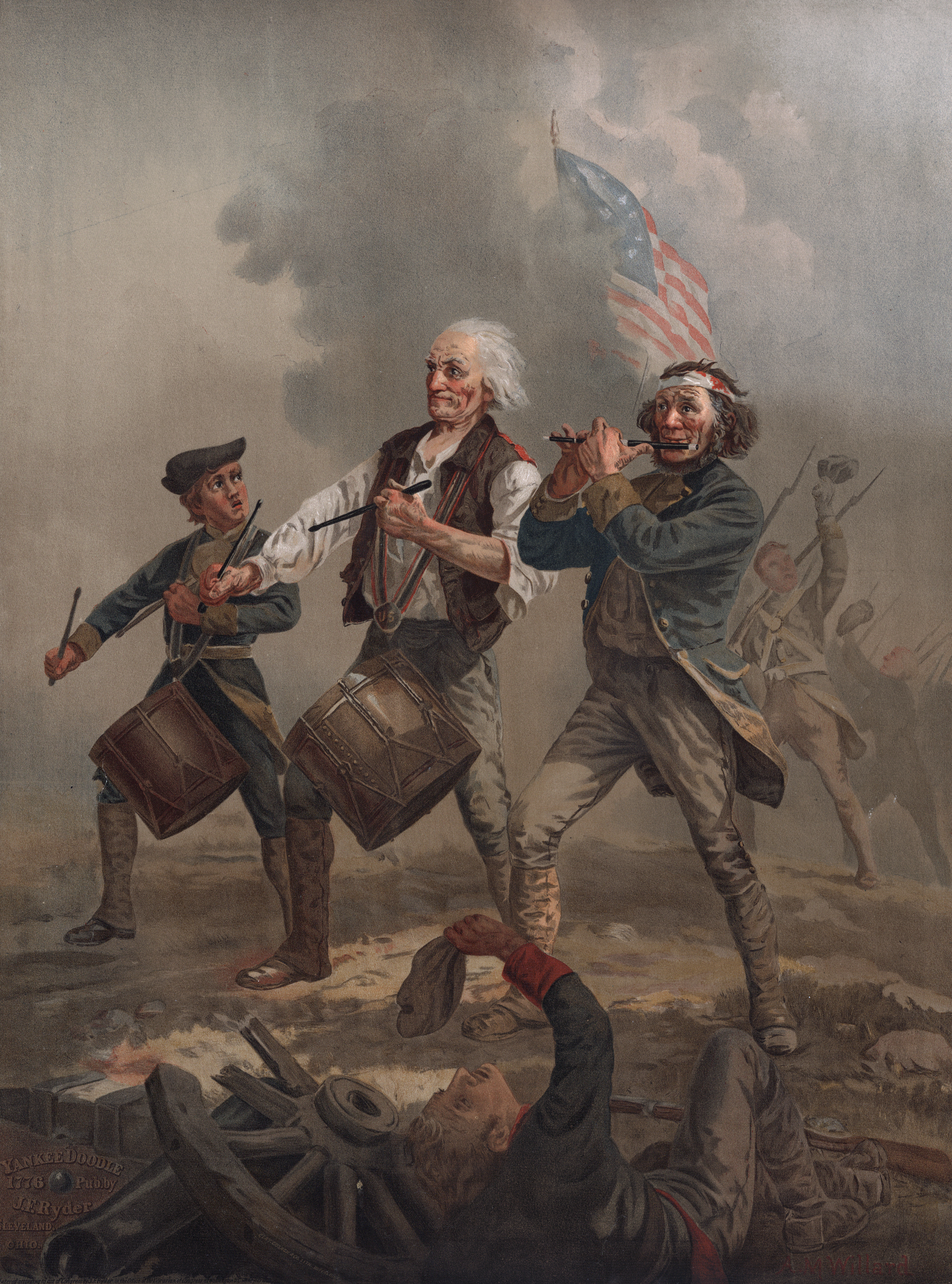
Archibald Willard, Spirit of '76, 1876.

La révolution américaine a inspiré de nombreux tableaux dès la fin du XVIIIe siècle. Les artistes comme John Trumbull (1775-1843) ou encore Ezra Winter ont représenté les événements de la guerre d'Indépendance. Les Pères fondateurs formaient l'autre source d'inspiration de cette époque. Charles Willson Peale (1741-1827) fut le plus prolifique avec ses portraits d'Alexander Hamilton, de John Adams, de John Dickinson, de George Washington, et des généraux de la guerre. James Peale (1749-1831), James Sharples (1752-1811) et Gilbert Stuart (1755-1828) sont les autres portraitistes de la révolution américaine. Au XIXe siècle, celle-ci continue d'inspirer des artistes comme Emanuel Leutze (1816-1868). Archibald Willard (1836-1918) a peint Spirit of '76 en 1876.
Mais la révolution a également changé en profondeur les arts : l'indépendance politique précède l'autonomie artistique des Américains qui cherchent à s'émanciper des manières européennes et à créer des styles proprement américains. Les valeurs de la révolution ont par ailleurs influencé l'architecture : Thomas Jefferson souhaitait créer des édifices qui reflètent ses idéaux républicains et démocratiques. Il contribua à développer le style fédéral dans son pays et à adapter l'architecture néoclassique européenne au républicanisme. La naissance des États-Unis nécessitait enfin la construction de bâtiments pour accueillir les nouvelles institutions.
Dès les débuts du cinéma, plusieurs productions cinématographiques ont représenter la guerre d'Indépendance : 1776, or The Hessian Renegades réalisé par D. W. Griffith en 1909, Scouting for Washington en 1917 ou encore The Spirit of '76 lorsque les États-Unis entrent dans la Première Guerre mondiale. L'intrigue de Sur la piste des Mohawks (1969) de John Ford se déroule en 1776. Dans Révolution sorti en 1985 et réalisé par Hugh Hudson, Al Pacino incarne un trappeur pendant la guerre d'Indépendance. The Patriot, le chemin de la liberté est un autre film sur la période réalisé par Roland Emmerich sorti en 2000. Le Renard des marais est une série télévisée américaine diffusée entre 1959 et 1961 sur le réseau ABC puis en France.
Enfin, la littérature américaine s'est beaucoup intéressée à la révolution et à la guerre d'Indépendance : Paul Revere and the World He Lived In d'Esther Forbes fut récompensé du prix Pulitzer d'histoire en 1943 ; Johnny Tremain, un roman pour la jeunesse remporta la médaille Newbery en 1944. Plus récemment, John Jakes et Jeff Shaara ont consacré plusieurs romans à la révolution américaine.

### Lieux de mémoire et commémorations

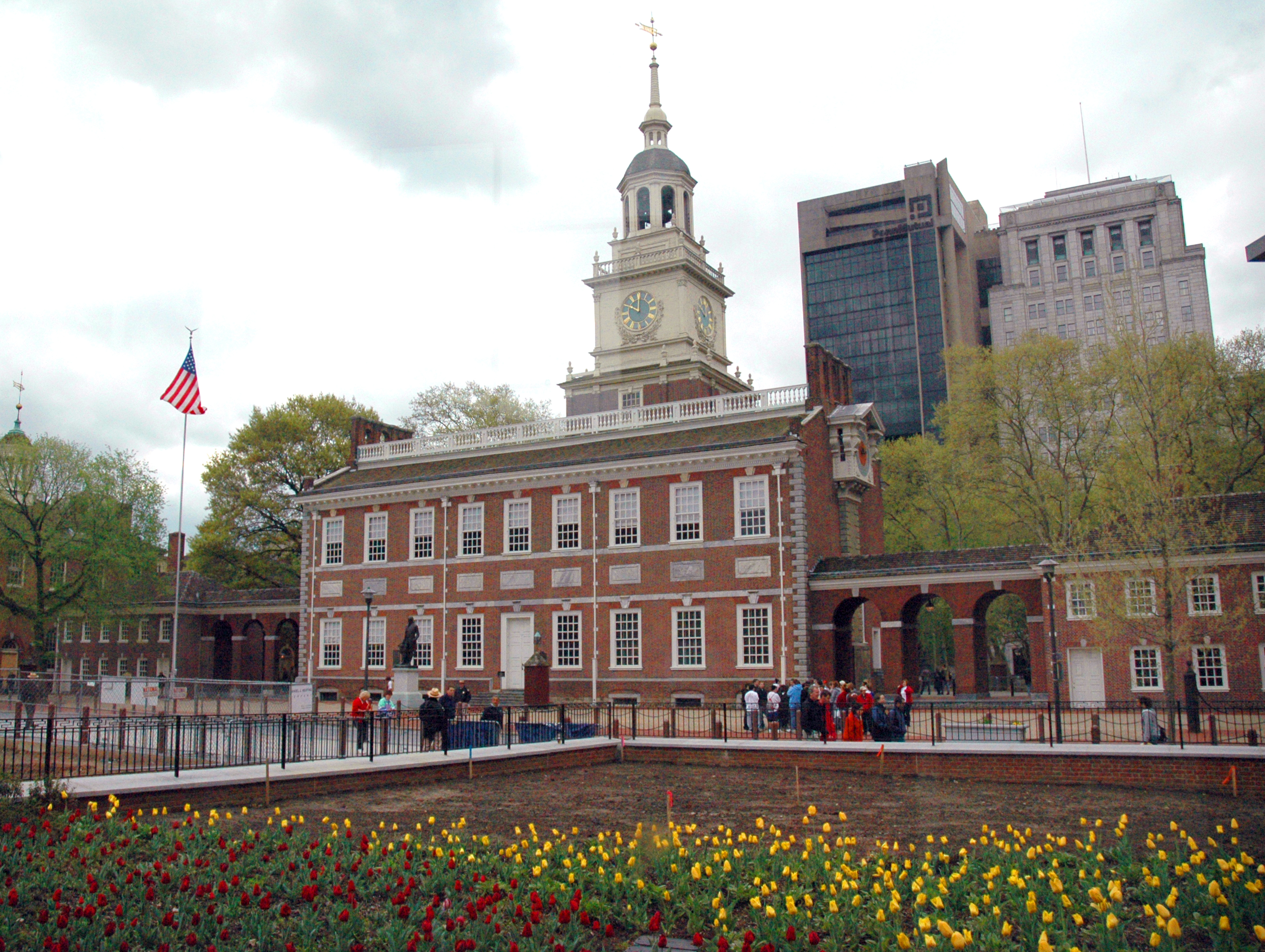
Independence Hall à Philadelphie.

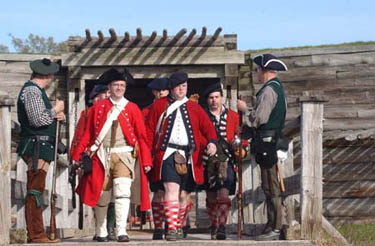
Reconstitution historique à fort Stanwix.

Boston, Philadelphie et New York sont les trois principaux lieux de mémoire de la révolution américaine. Boston est en effet considérée comme le berceau de la révolution : le Boston National Historical Park ainsi que le Freedom Trail (« chemin de la liberté ») permettent de découvrir les principaux monuments et hauts-lieux de la ville, parmi lesquels le site du massacre de Boston ou celui de la bataille de Bunker Hill.
Philadelphie était, avec Boston et New York, l'une des villes les plus peuplées pendant la révolution. Foyer des Lumières américaines et lieu de naissance de la République démocratique, la cité de Pennsylvanie compte de nombreux bâtiments de la fin du XVIIIe siècle, qui font partie du parc national historique de l'indépendance. L’Independence Hall, classé sur la liste du patrimoine mondial de l'UNESCO, a servi de cadre à la signature de la Déclaration d’indépendance et de la Constitution.
New York a connu l'occupation britannique et fut pendant un temps la capitale des États-Unis. Le Federal Hall National Memorial fut l'un des lieux de la jeune démocratie américaine et fort Washington fut pris par les Britanniques en 1776. La statue de la Liberté célèbre également la révolution américaine : sur la tablette qu'elle porte est inscrite la date du 4 juillet 1776.
Il faut rappeler que Washington D.C. n'a été construite qu'après la révolution ; la ville rend hommage aux Pères fondateurs par ses monuments. C'est au Capitole que l'on peut voir les principales peintures de John Trumbull : la Déclaration d’Indépendance, la reddition de John Burgoyne, la reddition de Lord Cornwallis et le général George Washington renonçant à sa charge.
Bien d'autres monuments et lieux de mémoires sont présents dans les treize premiers États des États-Unis : les nombreux forts (fort Stanwix) et les champs de bataille (Saratoga, Yorktown, etc.) où sont régulièrement reconstitués les affrontements, rappellent la guerre d'Indépendance. Il existe de nombreux mémoriaux et musées consacrés à cette période de l'histoire américaine. Enfin, certaines associations entretiennent la mémoire des événements et leur portée politique : c'est le cas, entre autres exemples, des Fils de la Révolution américaine (Sons of the American Revolution), des Filles de la Révolution américaine (Daughters of the American Revolution).